# فتح القسطنطينية
فَتحُ القُسطَنطينِيَّة أو سُقُوطُ القُسطَنطينِيَّة أو غزوُ القُسطَنطينِيَّة (باليونانيَّة: Άλωση της Κωνσταντινούπολης؛ وبالتُركيَّة المُعاصرة: İstanbul'un Fethi؛ وبالتُركيَّة العُثمانيَّة: استانبول فتحی أو قسطنطينيہ فتحی)، هو الاسمُ الذي يُطلق على أحد أبرز الأحداث في التاريخ، وهو سُقوط مدينة القسطنطينيَّة عاصمة الإمبراطوريَّة البيزنطيَّة (أو الرومانيَّة الشرقيَّة، أو الروم) في يد المُسلمين مُمثلين بالدولة العُثمانيَّة، بعد حصارٍ دام عدَّة أسابيع، قاده السُلطان الشّاب ذو الأحد وعشرين (21) ربيعًا، مُحمَّد الثاني بن مُراد العُثماني، ضدَّ حلفٍ مُكوَّن من البيزنطيين والبنادقة والجنويين بقيادة قيصر الروم الإمبراطور قسطنطين پاليولوگ الحادي عشر. دام الحصار لمدة خمسة وخمسين يومًا بدايةً من يوم الجُمعة 26 ربيع الأوَّل حتّى يوم الثُلاثاء 21 جمادى الأولى سنة 857هـ وفق التقويم الهجري، المُوافق فيه 5 نيسان (أبريل) حتّى 29 أيَّار (مايو) سنة 1453م وفق التقويم اليولياني، حينما انهارت دفاعات الروم ووقعت المدينة لُقمةً سائغة بيد العُثمانيين.
شكَّل فتح القسطنطينيَّة خاتمة المُحاولات الإسلاميَّة لضم هذه المدينة إلى دولة الخلافة، والتي بدأت مُنذ أوائل العهد الأُمويّ خلال خلافة مُعاوية بن أبي سُفيان واستمرَّت خلال العهد العبَّاسي، إلى أن تكللت بالنجاح في العهد العُثماني. كما شكَّل هذا الحدث (إضافةً إلى فتح منطقتين روميَّتين أُخريين لاحقًا) نهاية الإمبراطوريَّة البيزنطيَّة، وإلى حدٍ أبعد الإمبراطوريَّة الرومانيَّة التي استمرَّت موجودةً بهيئةٍ روميَّة شرقيَّة، بعد أن صمدت طيلة 1,500 سنة تقريبًا. كذلك شكَّل الفتح العُثماني للقسطنطينيَّة ضربةً موجعةً للعالم المسيحي والبابويَّة الكاثوليكيَّة رُغم الاختلاف والخِلاف المذهبي والعقائدي بين الكنيستين الشرقيَّة الأرثوذكسيَّة والغربيَّة الكاثوليكيَّة، ذلك أنَّ المدينة كانت تُشكِّلُ عائقًا وحاجزًا أمام التوغل الإسلامي في أوروپَّا، ولمَّا سقطت أصبح بإمكان العُثمانيين المضي قُدمًا في فتوحاتهم دون التخوُّف من ضربةٍ خلفيَّة تُثنيهم عن أهدافهم.
بعد تمام الفتح، نقل السُلطان مُحمَّد الثاني عاصمة مُلكه من مدينة أدرنة إلى القسطنطينيَّة، وسُمِّيت «إسلامبول» أي «تخت الإسلام»، ولُقِّب السُلطان بالفاتح أو «أبو الفتح». غادر عددٌ كبيرٌ من عُلماء وفلاسفة المدينة، من رومٍ وغيرهم، إلى الدويلات والإمارات والممالك الأوروپيَّة المُجاورة، قبل ضرب الحصار على عاصمتهم وبعد أن فُكَّ عنها، وأغلب هؤلاء حطَّت به الرِحال في إيطاليا حيثُ لعبوا دورًا في إحياء العلوم والمعارف المُختلفة هُناك، مما جعل تلك البِلاد رائدة عصر النهضة الأوروپيَّة.
كان فتحُ القسطنطينيَّة حدثًا مُهمًّا على الصعيدين الإسلامي والعالمي، فعلى الصعيد الإسلامي تحققت نبوءة الرسول مُحمَّد التي يؤمن المُسلمون أنَّه بشَّر بها مُنذ زمنٍ بعيد، وكان ذلك بمثابة تتويجٍ لسلسلةٍ من الانتصارات الإسلاميَّة ودافعًا ومُحركًا قويًّا للجهاد ضد الممالك الأوروپيَّة، وعلى الصعيد العالمي اعتبره العديد من المؤرخين خاتمة العصور الوسطى وفاتحة العصور الحديثة.

## خلفيَّة تاريخيَّة

### النبوءة في المُعتقد الإسلامي

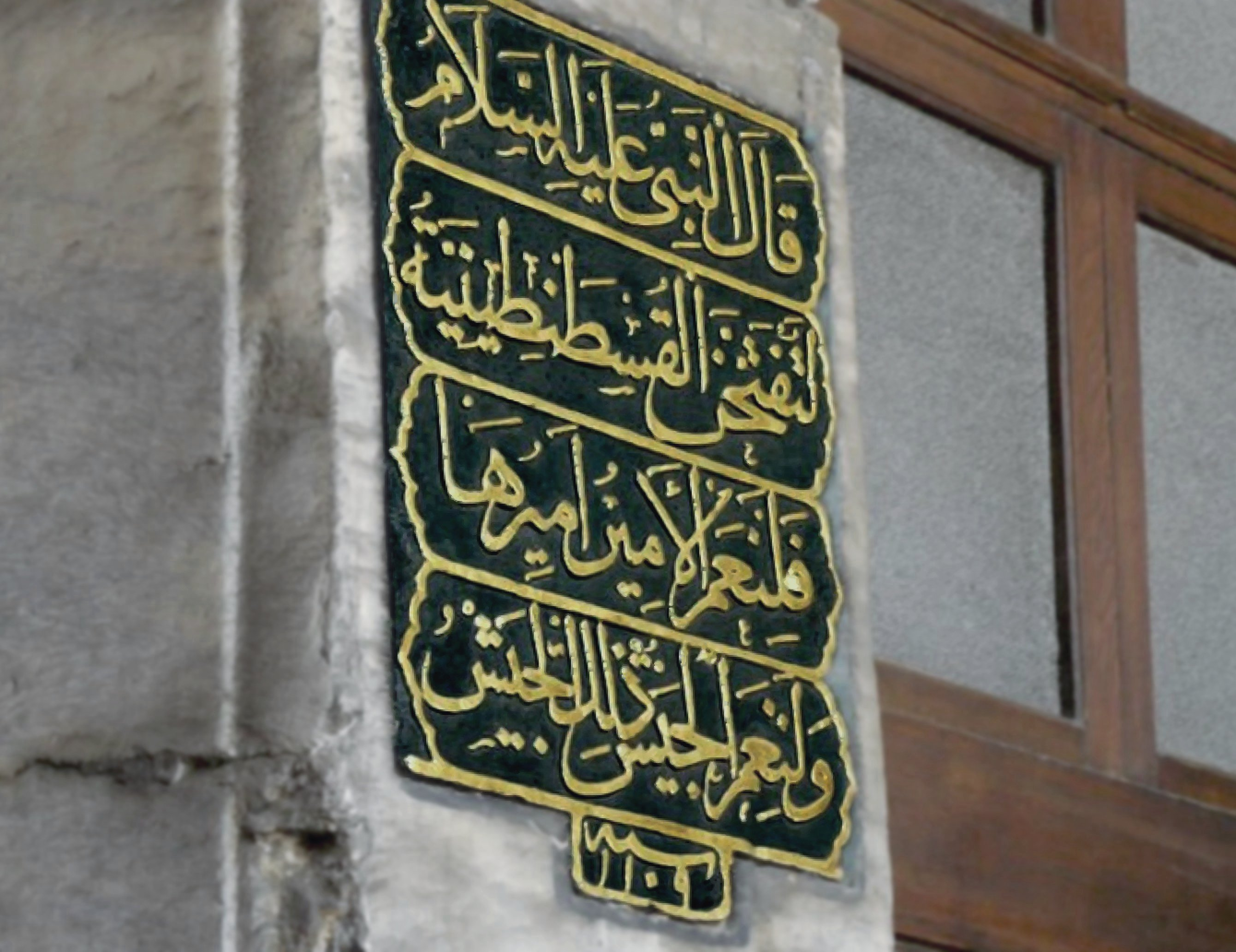
نبوءة النبي محمد حول فتح القسطنطينية، منقوشة على إحدى بوابات آيا صوفيا.

شكَّل فتحُ القسطنطينيَّة هاجسًا عند الكثير من الخُلفاء والقادة المُسلمين مُنذ أوائل العهد الأُموي، فقد طمع الكثير منهم أن يكون صاحب بِشارة الرسول مُحمَّد القائلة بفتح هذه المدينة وضمِّها إلى بلادِ المُسلمين، فقد ورد في مسند الإمام أحمد بن حنبل ما يؤكِّدُ هذا الكلام بالنسبة للمُسلمين، حيثُ قيل: «حَدَّثَنَا عَبْدُ اللَّهِ بْنُ مُحَمَّدِ بْنِ أَبِي شَيْبَةَ، وَسَمِعْتُهُ أَنَا مِنْ عَبْدِ اللَّهِ بْنِ مُحَمَّدِ بْنِ أَبِي شَيْبَةَ، قَالَ حَدّثَنَا زَيْدُ بْنُ الْحُبَابِ، قَالَ حَدَّثَنِي الْوَلِيدُ بْنُ الْمُغِيرَةِ الْمَعَافِرِيُّ، قَالَ حَدَّثَنِي عَبْدُ اللَّهِ بْنُ بِشْرٍ الْخَثْعَمِيُّ، عَنْ أَبِيهِ، أَنَّهُ سَمِعَ النَّبِيَّ ﷺ يَقُولُ: لَتُفْتَحَنَّ الْقُسْطَنْطِينِيَّةُ فَلَنِعْمَ الْأَمِيرُ أَمِيرُهَا وَلَنِعْمَ الْجَيْشُ ذَلِكَ الْجَيْشُ». وفي روايةٍ أُخرى نقلًا عن المُحدَّث أبو قبيل حي بن هانئ بن ناضر أنَّهُ قال: «كُنَّا عِنْدَ عَبْدِ اللَّهِ بْنِ عَمْرِو بْنِ الْعَاصِ، وَسُئِلَ: أيُّ الْمَدِينَتَيْنِ تُفْتَحُ أوَّلًا: الْقُسْطَنْطِينِيَّةُ اَوْ رُومِيَّةُ؟ فَدَعَا عَبْدُ اللَّهِ بِصُنْدُوقٍ لَهُ حِلَقٌ؛ قَال: فَاَخْرَجَ مِنْهُ كِتَابًا. قَالَ فَقَالَ عَبْدُ اللَّهِ بَيْنَمَا نَحْنُ حَوْلَ رَسُولِ اللَّهِ ﷺ نَكْتُبُ إذْ سُئِلَ رَسُولُ اللَّهِ ﷺ أيُّ الْمَدِينَتَيْنِ تُفْتَحُ اَوَّلًا قُسْطَنْطِينِيَّةُ اَوْ رُومِيَّةُ؟ فَقَالَ رَسُولُ اللَّهِ ﷺ مَدِينَةُ هِرَقْلَ تُفْتَحُ أوَّلًا يَعْنِي قُسْطَنْطِينِيَّةَ». وقد حاول المُسلمون طيلة ثمانية قرون تحقيق هذه النبوءة ففشلوا في كُلِّ مرَّة نظرًا لموقع المدينة الحصين وأسوارها السميكة وبسالة المُدافعين عنها. وقد بلغ عددُ المرَّات التي حوصرت فيها المدينة من قِبل المُسلمين 11 مرَّة قبل هذه الأخيرة.

### مُحاولات المُسلمين لِفتح المدينة قبل العهد العُثماني

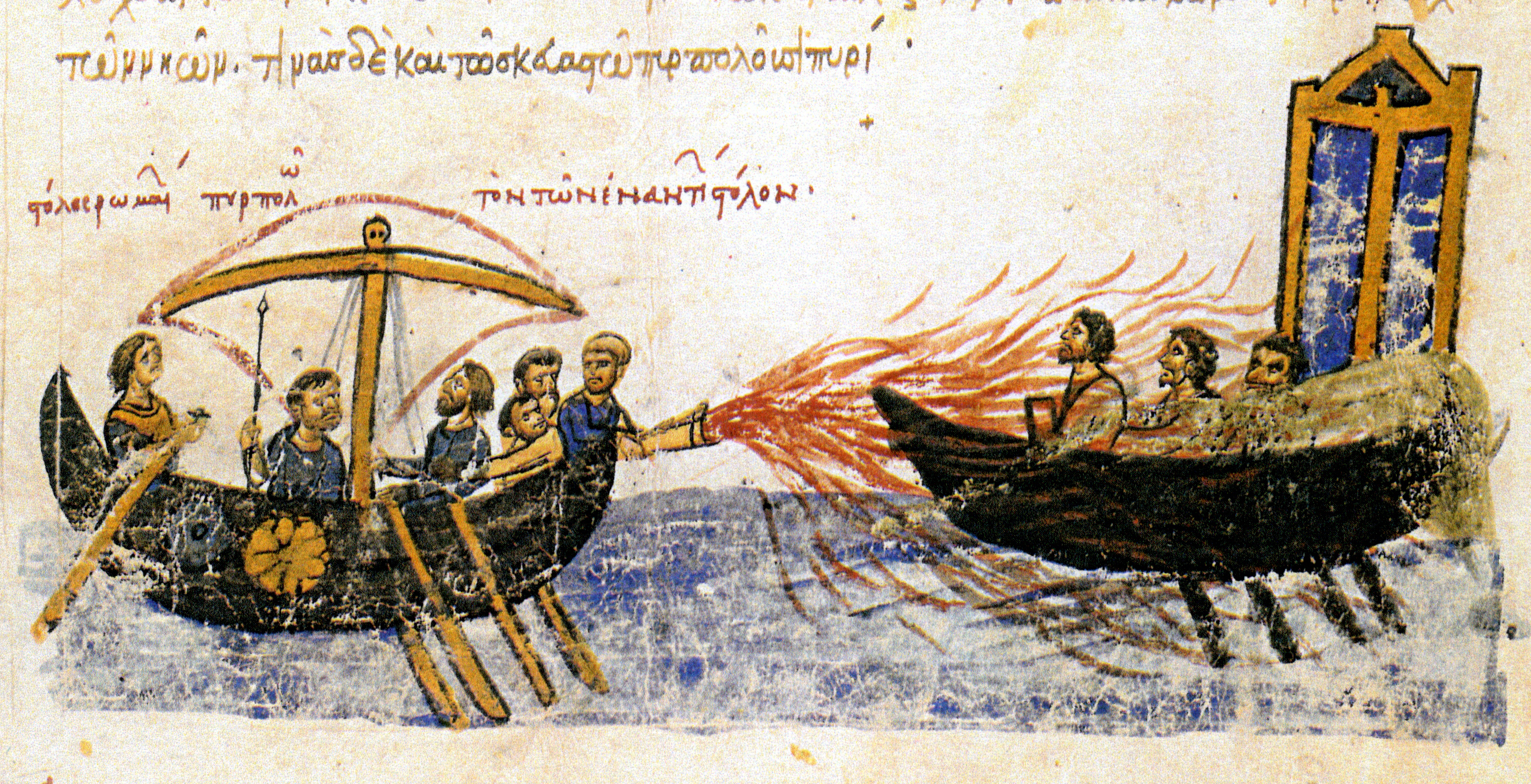
الروم ينفثون النار الإغريقيَّة على المُسلمين خلال حصارهم الأوَّل للقسطنطينيَّة.

أولى المُحاولات الإسلاميَّة لِفتح القسطنطينيَّة كانت سنة 49هـ، المُوافقة لِسنة 669م، وذلك في عهد مُعاوية بن أبي سُفيان، إذ أرسل حملةً عسكريَّةً بريَّةً ضخمة لِحصار المدينة بقيادة فضالة بن عُبيد الله الأنصاري الذي توغَّل في عُمق الأراضي البيزنطيَّة حتّى وصل إلى خلقدونيَّة القريبة من العاصمة الروميَّة. وقد أمضى فضالة شتاء تلك السنة في أملاك الإمبراطوريَّة وكان مُعاوية يمُدُّه بالإمدادات والمؤن. وقد قامت هذه الإمدادات، بقيادة سُفيان بن عوف، بتنفيذ الحصار على العاصمة البيزنطيَّة. ونظرًا لجسامة المُهمَّة وأهميَّة الحملة، أردف مُعاوية القوَّات الإسلاميَّة بابنه يزيد على رأس قوَّةٍ إضافيَّةٍ، مما أنعش آمال المُسلمين بمواصلة الحصار. واصطدم الفريقان الإسلامي والرومي في معارك التحاميَّة تحت أسوار المدينة، إلَّا أنَّ المُسلمين لم يُحرزوا انتصاراتٍ حاسمة، فاضطرّوا إلى فك الحصار والعودة إلى دمشق. وتوفي في هذه الغزوة الصحابي أبو أيّوب الأنصاريّ الذي رافق جيش يزيد، ودُفن عند أسوار القسطنطينيَّة.

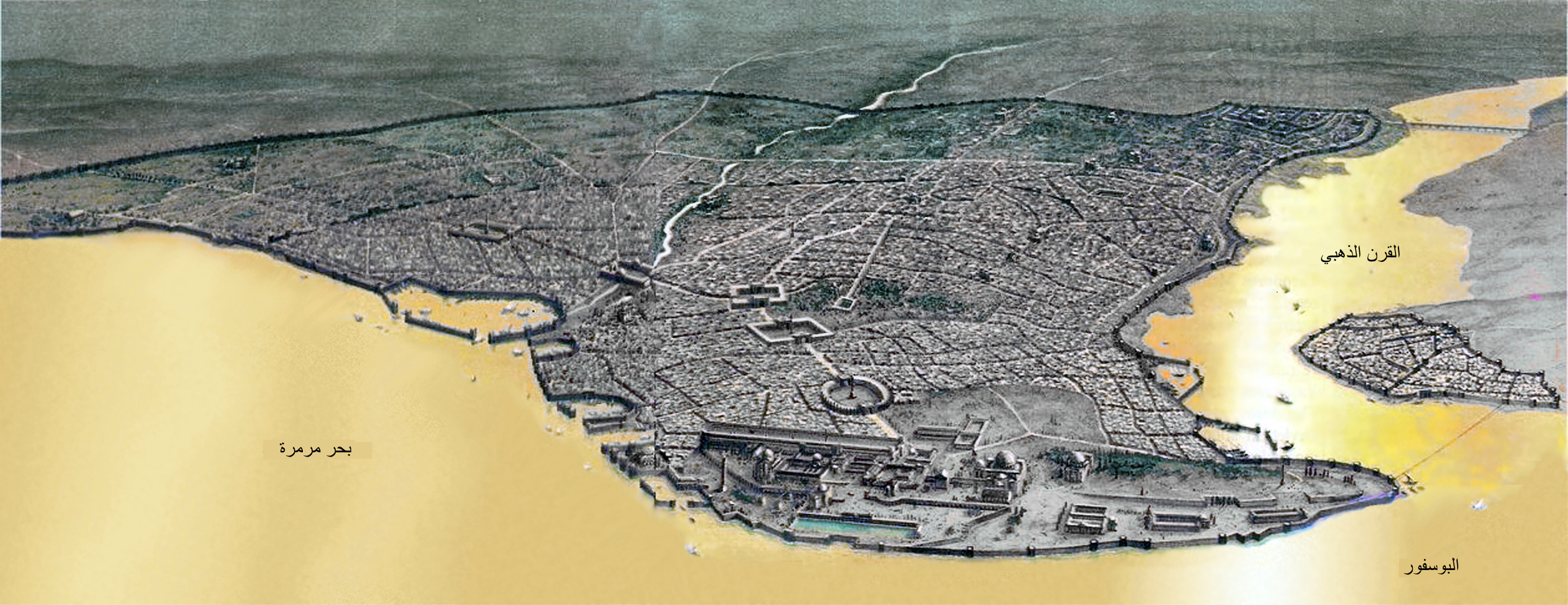
رسم يُظهرُ موقع القسطنطينيَّة الحصين خلال العهد البيزنطي.

وفي سنة 54هـ المُوافقة لسنة 674م بدأ الحِصارُ الثاني للقسطنطينيَّة واستدعى الأمر تعزيز القوَّة البحريَّة الإسلاميَّة في مياهها، وانضمَّ إليها أسطولٌ إسلاميٌّ آخر بقيادة جُنادة بن أبي أُميَّة الأزدي بعد أن فتح جزيرة أرواد القريبة منها حيثُ اتخذها المُسلمون قاعدة انطلاق. وتخلل الحِصار مُناوشاتٌ بين الأسطولين الإسلامي والبيزنطي، في حين تراشقت القوَّاتُ البريَّةُ الإسلاميَّةُ المُرابطة حول العاصمة، مع الجُنود الروم المُرابطين على أسوارها، بالقذائف والسِّهام. استمرَّ هذا الوضع قائمًا طيلة سبع سنوات حتّى سنة 60هـ المُوافقة لسنة 680م اقتصرت خلالها العمليَّات العسكريَّة على فترتيّ الربيع والصيف لصُعوبة القتال في الشتاء. وصمدت المدينة أمام الحصار، فلم يُحرز المُسلمون انتصاراتٍ حاسمةٍ بفعل أنَّ جُهودهم تركَّزت على مُحاصرة المدينة من جهة البحر. أمَّا الحصار البرّي فكان مُزعزعًا حيثُ بقيت الطُرق البريَّة وطريق البحر الأسود مفتوحة أمام البيزنطيين مما جعل منها مُتنفسًا وطريقًا للإمدادات والمؤن. أمام هذا الواقع، أمر الخليفة مُعاوية بن أبي سُفيان الجيش الضخم أن يعود أدراجه إلى دمشق، وأبرم هدنةً طويلةً مع الروم تستمرُّ ثلاثين سنة.

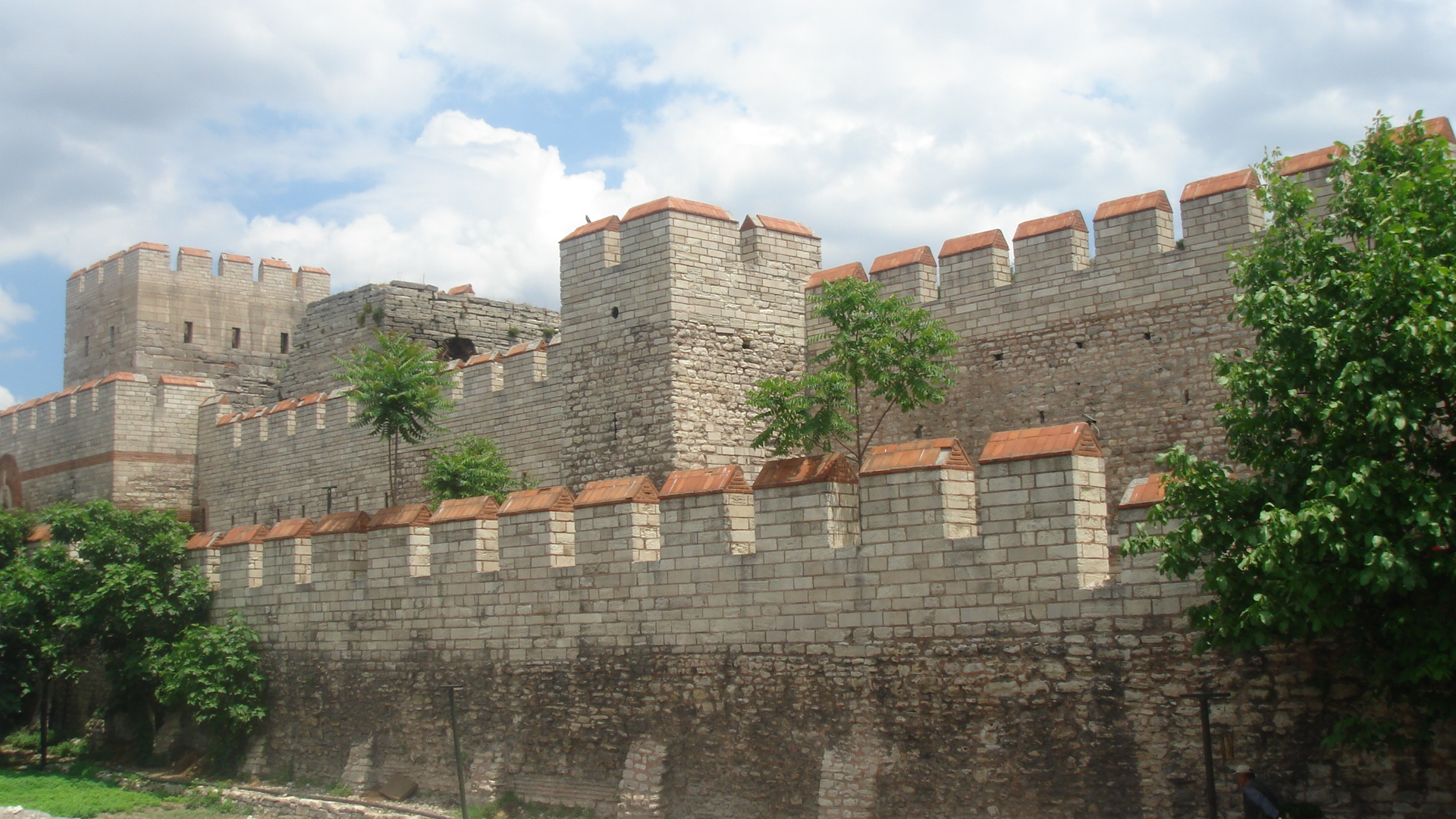
صورة مُرممة للأسوار الثيودوسيوسيَّة، وهي الأسوار الوحيدة القائمة من جهة البر، تُظهرُ كم كانت أسوار المدينة سميكة.

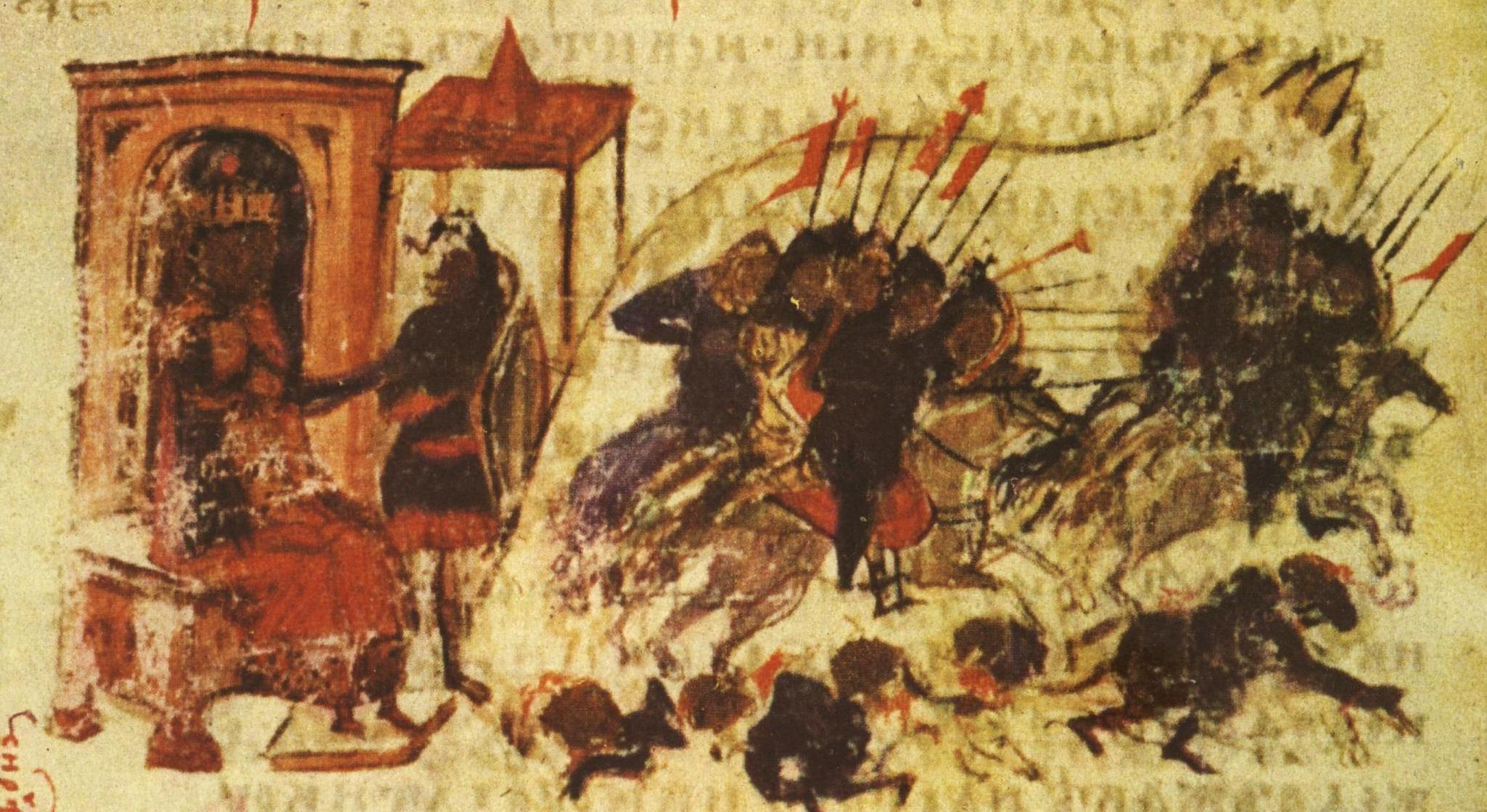
الحصار الإسلامي الثاني للقسطنطينيَّة.

عاود المُسلمون الكرَّة على القسطنطينيَّة في خِلافة سُليمان بن عبد الملك، سنة 98هـ المُوافقة لسنة 717م، عندما جمع الخليفة سالف الذِكر جيشًا بريًّا بلغ قوامه 180 ألف جُندي من أهل الشَّام والجزيرة الفُراتيَّة والموصل، بالإضافة إلى 1800 قطعة بحريَّة، واتَّخذ من دابق مُعسكرًا له، وأعطى الله عهدًا أن لا ينصرف حتّى يدخل الجيش القسطنطينيَّة. ومن هذا المكان قام الخليفة بتعبئة الجيش وحرَّكه باتجاه العاصمة البيزنطيَّة بقيادة أخيه مسلمة، فوصلها بعد أن فتح بضعة ثغور على طول الطريق وألقى أفراده أنفسهم عند أسوار القسطنطينيَّة وحاصروها من جهة البرّ. وتحرَّك في الوقت نفسه الأسطول الإسلامي الضخم باتجاه مضيق الدردنيل وبحر مرمرة وحاصر المدينة من جهة البحر. وقام مسلمة بن عبد الملك بنصب المجانيق الضخمة على المدينة وأخذ يضربها، لكن ردَّته مناعة الأسوار ومهارة المُهندسين الروم في ترميم ما يتهدَّم منها بسُرعة، وتوفّر أدوات الدفاع لديهم. كما هبَّت عاصفة عاتية حطَّمت عددًا كبيرًا من السُفن الإسلاميَّة، فانتهز البيزنطيّون هذه الفُرصة وأحرقوا عددًا كبيرًا منها بالنار الإغريقيَّة. كما عجز الجيش الإسلامي من تطويق الجبهة الشماليَّة للعاصمة البيزنطيَّة مما مكَّنها من الاتصال بسواحل البحر الأسود التي أمدَّتها بحاجتها من الغِلال والمؤن، وفتك البرد القارس بعددٍ من الجنود، وهاجمهم البلغار من الجانب الأوروپيّ بالاتفاق مع الإمبراطور الرومي ليو الثالث الإيساوري، ثُمَّ توفي سُليمان بن عبد الملك واعتلى عُمر بن عبد العزيز سُدَّة الخِلافة، فأرسل كتابًا إلى مسلمة يأمره بفكّ الحصار والعودة إلى دمشق، ففعل الأخير ما أُمر به في شهر ذي الحجَّة سنة 99هـ، المُوافق فيه شهر تمّوز (يوليو) سنة 718م.
إلى جانب المُحاولات سالِفة الذِكر، جرت بضعة مُحاولات أُخرى لم تبلغ المدينة نفسها بل وصلت ضواحيها ثُمَّ ارتدَّت عنها، وقد وضعها بعض المؤرخين من جُملة المُحاولات الإسلاميَّة لفتح القسطنطينيَّة، ومنها حملة الخليفة العبَّاسي هٰرون الرشيد لمُعاقبة قيصر الروم الإمبراطور نقفور الأوَّل، والتي تمكَّن خلالها من فتح مدينة هرقلة إحدى ضواحي القسطنطينيَّة.

### المُحاولات العُثمانيَّة قبل عهد السُلطان مُحمَّد الثاني

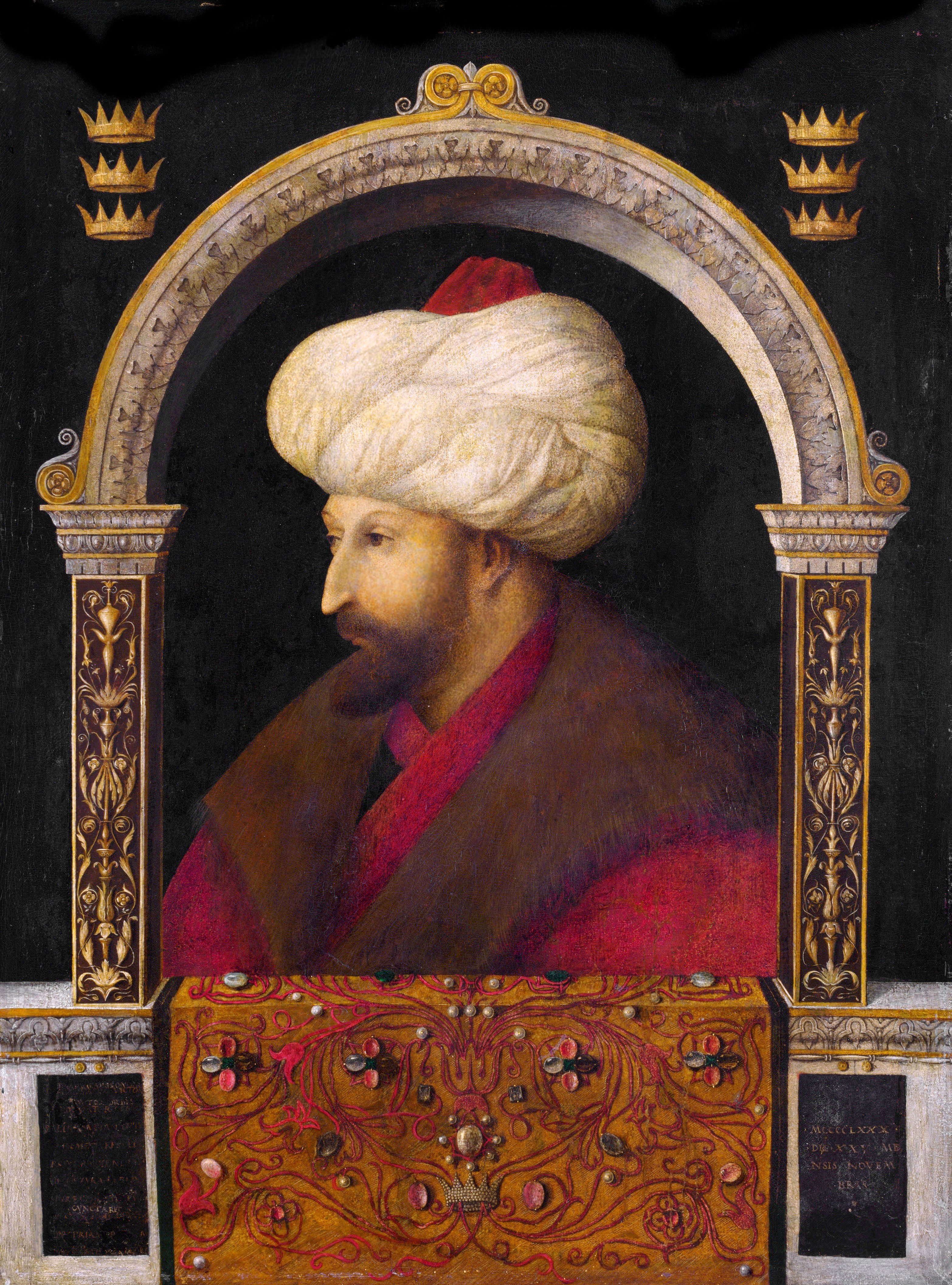
السُلطان الفاتح مُحمَّد خان الثاني، سابع سلاطين الدولة العُثمانيَّة.

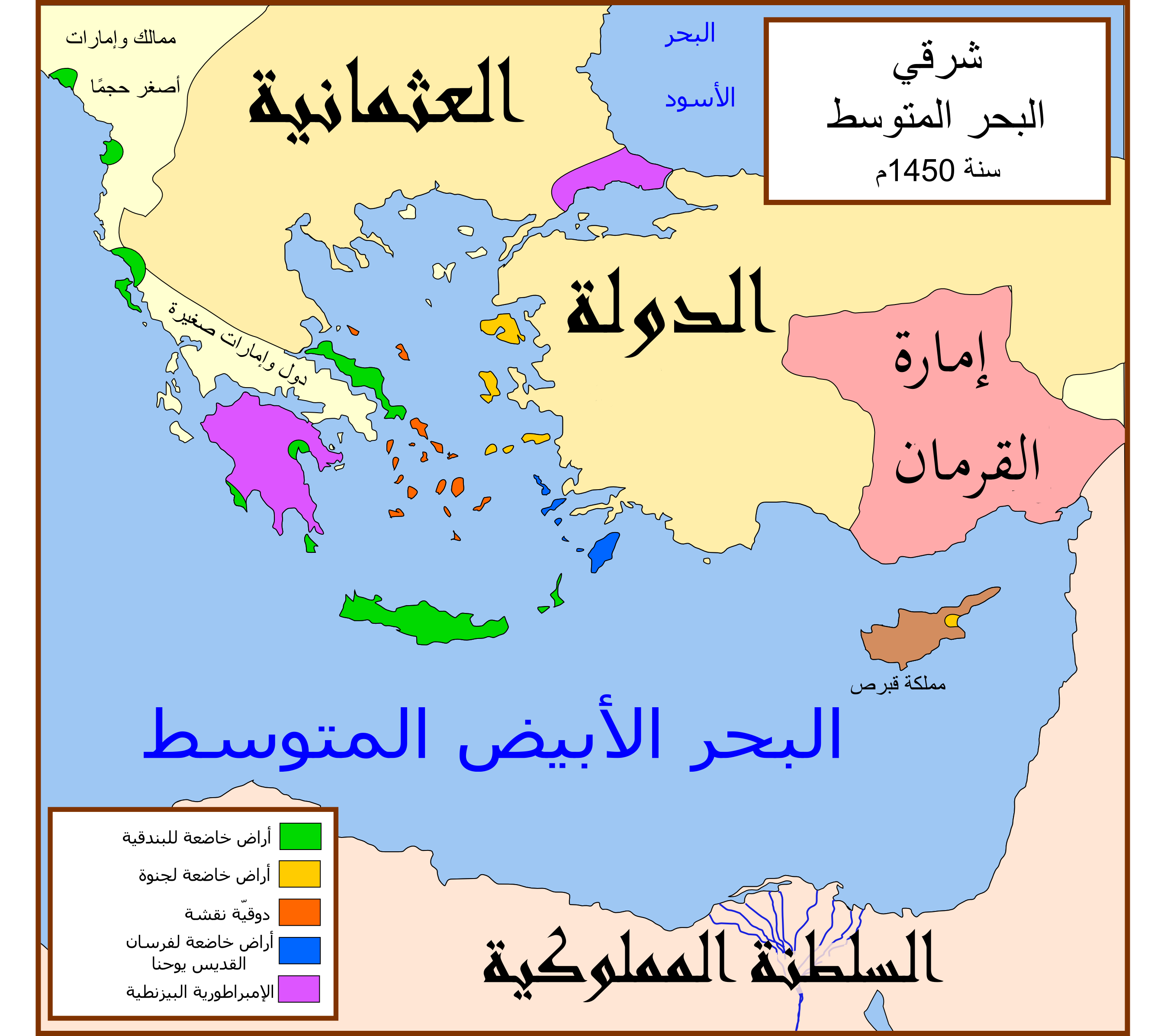
الدولة العثمانية والدول والإمارات المحيطة بها سنة 1450م، أي قبل تربّع مُحمَّد الثاني على العرش بسنة واحدة.

خمدت المُحاولات الإسلاميَّة لفتح القسطنطينيَّة بضعة قرونٍ مُنذ أن تقسَّمت الدولة العبَّاسيَّة وأخذ السلاطين والأُمراء المُسلمين ينزوون في البلاد التي استقلّوا بها، ونتيجةً للنكبات التي تعرَّض لها المشرق الإسلامي جرَّاء الحملات الصليبيَّة والغزو المغولي، ولم تنتعش تلك المُحاولات مُجددًا سوى في بداية العهد العُثماني. ففي سنة 793هـ المُوافقة لسنة 1391م، ضرب السُلطان بايزيد الأوَّل حصارًا على القسطنطينيَّة وأجبر الإمبراطور عمانوئيل پاليولوگ الثاني على قُبول شُروط الصُلح، ليتفرَّغ لقتال الحلف الأوروپيّ الصليبيّ في البلقان، وبعد أن تمَّ له النصر على هذا الحِلف وأمَّن الجبهة البلقانيَّة وسيطر على قسمٍ من شبه جزيرة المورة، التفت بايزيد مُجددًا نحو القسطنطينيَّة بعد أن امتنع الإمبراطور البيزنطي عن الوفاء بالتزاماته تجاه الدولة العُثمانيَّة، فقام بعزل العاصمة عن مُحيطها، وأحكم الحصار عليها بأن بنى على شاطئ الأناضول قلعة «أناضولي حصار» على مسافة ثمانية كيلومتراتٍ منها على ساحل مضيق البوسفور. وكاد العُثمانيّون يُفلحون بالدخول إلى العاصمة لولا الاجتياح المغولي للمنطقة بقيادة تيمورلنك، فاضطرَّ بايزيد إلى فكِّ الحصار عن القسطنطينيَّة والسير لمُلاقاة المغول في سهول أنقرة، بعد أن جدَّد شروط المُعاهدة السابقة مع الروم وأضاف إليها شروطًا أُخرى.
وقع الحصار العُثماني الثاني للقسطنطينيَّة بعد وفاة بايزيد الأوَّل في الأسر بعد أن أسره تيمورلنك في معركة أنقرة، وبعد أن انقسمت الدولة العُثمانيَّة إلى دويلات وإمارات، فقام سُلطان الروملّي موسى چلبي بن بايزيد بمُحاصرة القسطنطينيَّة ليستأثر بها لنفسه، فاستنجد إمبراطورها بشقيق موسى، مُحمَّد (المشهور باسم مُحمَّد چلبي أو مُحمَّد الأوَّل)، فأتى مُسرعًا وأجبر أخاه على رفع الحصار عن المدينة بالتعاون مع أمير الصرب، ثُمَّ قبض على أخيه وقتله، وذلك في سنة 816هـ المُوافقة لسنة 1413م. آخر الحصارات العُثمانيَّة للقسطنطينيَّة قبل فتحها كانت حصار السُلطان مُراد الثاني بن مُحمَّد چلبي، الذي توجَّه على رأس قوَّاتٍ كثيفة تُقدَّر بخمسين ألف جُندي إلى القسطنطينيَّة وحاصرها يوم 3 رمضان سنة 825هـ المُوافق فيه 21 آب (أغسطس) سنة 1422م للانتقام من الإمبراطور عمانوئيل الثاني الذي أطلق سراح عمُّه اللاجئ إلى العاصمة، الشاهزاده مُصطفى چلبي المُطالب بالعرش العُثماني، وأغراه بالخروج على ابن أخيه، فكان لا بُدَّ من الاقتصاص من الروم بعد هذا، فاشتبك العُثمانيّون معهم في قتالٍ عنيف عند أسوار القسطنطينيَّة، لكنَّهم رجعوا بدون أن يتمكنوا من فتحها نتيجة نشوب ثورة في الأناضول تزعَّمها أُمراء القرمان والكرميان بقيادة الشاهزاده مُصطفى سالِف الذِكر. وفي يوم 16 مُحرَّم سنة 855هـ المُوافق فيه 18 شُباط (فبراير) سنة 1451م اعتلى مُحمَّد بن مُراد عرش آل عُثمان، فعُرف بمُحمَّد الثاني، ولم يكن خارجًا عن سُلطانه حينها إلَّا جزء من إمارة القرمان ومدينة سينوپ ومملكة طرابزون الروميَّة بآسيا الصُغرى، وصارت الإمبراطوريَّة البيزنطيَّة قاصرةً على مدينة القسطنطينيَّة وضواحيها، فبدا واضحًا أنَّ أيامها أصبحت معدودة.

## دوافع الفتح
كان للسُلطان الشَّاب دوافعٌ عدَّة لفتح المدينة منها ما هو مُتوارث عن أسلافه من أجدادٍ ومن المُسلمين السابقين، وأهمُّها الدافع الديني، ومنها ما كان استراتيجيًّا واقتصاديًّا. فمن جهة: انتعشت من جديد، في عهد مُحمَّد الثاني، سياسة الفُتوح والنظام المركزي اللذان كان يجري تطبيقهما في أيَّام بايزيد الأوَّل، فعادت أغلب أنحاء السلطنة العُثمانيَّة موحدة تحت راية سلطانٍ واحد، بعد أن فتتها تيمورلنك عند غزوه الأناضول وأصبح بالإمكان التركيز على التوسّع بعدما لُمَّ مُعظم الشتات، وراح تقليد الغزو التُركماني يتحوَّل إلى غايةٍ داخل الإطار الإسلامي، وكان العائق الوحيد أمام مُحمَّد الثاني، لتنفيذ سياسته العالميَّة، هو الإمبراطوريَّة البيزنطيَّة التي كانت مُنذُ القِدم المُحرِّك الأوَّل للتهديد الصليبي، فكان لا بُدَّ من حل هذه المُشكلة كذلك، ظلَّ الأباطرة الروم وحكوماتهم يُقاومون نصف قرنٍ من الزمن بعد غزوات تيمورلنك، مُعتمدين في ذلك على التلاعب بورقة الأُمراء الطامعين بالعرش العُثماني، والتهديد بشنِّ حملاتٍ صليبيَّةٍ جديدة. وهكذا استغلَّ الإمبراطور قسطنطين الحادي عشر، الذي خلف الإمبراطور يوحنَّا الثامن سنة 853هـ المُوافقة لسنة 1449م، استغلَّ مرحلة الانتقال من عهدٍ إلى عهد ما أن تربَّع مُحمَّد الثاني على العرش، فهاجم الأراضي العُثمانيَّة في أنطاليا، وحثَّ الأُمراء التُركمان في الأناضول على الاقتداء به، فاستجاب له أمير القرمان مما دفع السُلطان مُحمَّد إلى مُهاجمة تلك الإمارة، وعندها هدد الإمبراطور السُلطان بأن يُطلق سراح الشاهزاده أورخان چلبي، المُطالب بالعرش العُثماني، ليُرغم السُلطان على تقديم بعض التنازلات، فأبلغ الصدر الأعظم خليل جندرلي باشا أنَّهُ إذا لم يُضاعف المعاش الذي تدفعه الدولة العُثمانيَّة لِرعاية الشاهزاده أورخان، الذي كان يعيش في البلاط البيزنطي، فإنَّ بيزنطية ستجعل هذا الأمير يُطالب بالعرش العُثماني، فكان ذلك حافزًا إضافيًّا للسُلطان يجعله يعقد العزم على التخلّص من مصدر الإزعاج هذا.
من جهةٍ أُخرى، ورِث مُحمَّد الثاني دولةً كانت لا تزال مُنقسمةً إلى قسمين: الأناضول الذي أضحى بلادًا إسلاميَّة اندمجت في حضارة الإسلام مُنذُ زمنٍ بعيد، والروملّي الذي كان قد فُتح حديثًا ولا يزال منطقة ثُغور، وتأثَّر تأثُرًا عميقًا بنظريَّات وتقاليد مُجاهدي الثُغور الذين استوطنوه، كما تأثَّر بمُعتقدات وطُرق الدراويش الصوفيَّة الذين صحبوا هؤلاء المُجاهدين، فكان الوضع يتطلَّب إيجاد صلة بين القسمين، بين العاصمة القديمة بروسة (بورصة) في آسيا الصُغرى، والعاصمة الجديدة أدرنة في الروملّي، وكانت القسطنطينيَّة تُشكِّلُ هذه الصلة. كذلك، إلى جانب المغزى الديني الكبير للفتح، فقد اعتبر السلاطين العُثمانيين قبل مُحمَّد الثاني أنَّ القسطنطينيَّة هي العاصمة الطبيعيَّة لدولتهم، بل يجب أن تكون عاصمة هذه الدولة لما في ذلك من ضروراتٍ استراتيجيَّةٍ مُلحَّة، إذ أنَّ بقائها في أيدي البيزنطيين من شأنه أن يُهدد المُواصلات وعمليَّات نقل القوَّات العسكريَّة ما بين أملاكهم الآسيويَّة والأوروپيَّة، أمَّا فتحها فإنَّهُ كفيلٌ بتشديد قبضتهم على الأراضي التي يحكُمونها، ويخلع عليهم المهابة والعظمة في العالمين الإسلامي والمسيحي.

صورة السُلطان مُحمَّد واقفًا أمام مُعلِّمه الگوراني.

أيضًا كانت حُكومات أوروپَّا الغربيَّة في ذلك الوقت ترى أنَّ الحكومة البيزنطيَّة حكومة مُنهارة وساقطة لا محالة، فقد تخلَّوا عنها بفعل النكبة التي مُنوا بها في معركة ڤارنا زمن السُلطان مُراد الثاني، وأخذ الرأي الحكومي الأوروپيّ الغربيّ يعتقد أنَّ فكرة الحرب الصليبيَّة الأوروپيَّة لم تعد مُجدية في مثل الظروف الصعبة التي كانت تمُرُّ بها الإمبراطوريَّة، وبالتالي لم يعد هُناك أمل أمام الإمبراطور البيزنطي إلَّا أن يعتمد على نفسه وعلى قوَّته الذاتيَّة للتصدّي للمُسلمين عندما يُهاجمونه، وحيثُ أنَّ لا وجه للمُقارنة بين قُوَّة الإمبراطوريَّة وقُوَّة السلطنة، كان سُقوطً القسطنطينيَّة بعد معركة ڤارنا أمرًا مُتوقعًا، يُضافُ إلى ذلك، فإنَّ الحُكومة البيزنطيَّة لم تُرسل فرقًا عسكريَّةً إلى الجيوش الصليبيَّة في ماريتزا وقوصوه (كوسوڤو) ونيقوبوليس لأنَّها فقدت الرغبة في الدفاع عن نفسها، وعجزت عن إقناع مواطنيها الأرثوذكس المُمعنين في السفسطة بأنَّ الاستشهاد في سبيل الوطن عملٌ مجيد، وتشعَّبت المُشكلات الداخليَّة بفعل التعصُّب المذهبي والقلاقل الدينيَّة. وكان العُثمانيّون يُدركون كُل ذلك، ويعرفون حقَّ المعرفة تبدُّل الظروف والمُعطيات السياسيَّة في المنطقة، فكانت تلك فُرصةً ينبغي استغلالها.
أخيرًا كان فتحُ القسطنطينيَّة حُلمًا يُراود السلاطين العُثمانيين مُنذ عهد بايزيد الأوَّل، وكانت رغبتهم تقتضي بتحويل دولتهم المحليَّة إلى دولةٍ عالميَّة عبر النجاح حيثُ فشلت الدول الإسلاميَّة السابقة، أي تحقيق نبوءة الرسول مُحمَّد. أضف إلى ذلك أنَّ السُلطان مُحمَّد الثاني كان يطمح أن يكون هو المقصود بالنبوءة، بعد أن تأثَّر بأفكار مُربييه، وفي مُقدمتهم زغان (زغانوس) باشا والشيخ آق شمسُ الدين والمُلَّا أحمد بن إسماعيل الگوراني. فكان الگوراني يُشدد على تلميذه مُحمَّد في صغره بلزوم وضرورة فتح عاصمة الروم، وكان الشيخ آق شمسُ الدين قد بثَّ في نفس السُلطان مُنذُ صغره أمرين، هما: ضرورة مُضاعفة حركة الجهاد الإسلامي ضدَّ الروم وحُلفائهم، وأنَّه هو (أي السُلطان) المقصود بالحديث النبوي. وبهذا شكَّلت جميع هذه الأسباب دوافعًا قويَّة ضاغطة ومُغرية في الوقت ذاته، هدف السُلطان إلى تحقيقها.

## مُقدمات الفتح

### عزل المدينة
عمد السُلطان مُحمَّد الثاني قبل هجومه على القسطنطينيَّة إلى عقد مُعاهداتٍ مع أعدائه المُختلفين ليتفرغ لعدوٍ واحد، مُستغلًّا إهمال الإمبراطور البيزنطي المُحافظة على تحالُفاته مع الغرب ومُواصلاته بالجنوب، فكانت عاقبة خطأه أن تمكَّن السُلطان من عزله، فوقَّع مُعاهدةً مع جمهوريَّة البُندُقيَّة يوم 13 شعبان سنة 855هـ، المُوافق فيه 10 أيلول (سپتمبر) سنة 1451م، وتفاهم مع حاكم مملكة المجر يوحنَّا هونياد في شهر شوَّال، المُوافق لشهر تشرين الثاني (نوڤمبر) من نفس السنة، فتعهَّد له بأن يمتنع عن مُساعدة حاكم الأفلاق ضد المجر وعن إنشاء الحصون على نهر الطونة (الدانوب)، مُقابل سلم وأمان بين الطرفين. وصادق في الوقت نفسه جمهوريَّة جنوة وراگوزة وفُرسان القدّيس يوحنَّا، غير أنَّ موقف الجنويين كان مُذبذبًا، إذ في الوقت الذي تظاهروا فيه بالوقوف على الحياد أو الإخلاص للعُثمانيين، كانوا يُرسلون جُنودهم سرًّا إلى القسطنطينيَّة للدفاع عنها، كما أنَّ باقي المُعاهدات بين السُلطان والحُكومات الأوروپيَّة سالِفة الذِكر لم تصمد حينما بدأ الهُجوم الفعلي على القسطنطينيَّة، حيثُ وصلت قُوَّات من تلك المُدن وغيرها للمُشاركة في الدفاع عن المدينة. إلى جانب تلك المُعاهدات، أرسل السُلطان قوَّةً عسكريَّةً إلى المورة لفتحها ومنع أميريها طوماس وديميتريوس الروميين من مُساعدة الإمبراطور قسطنطين، وبهذا يكون قد عزله سياسيًّا عن العالم الغربي. أمَّا في آسيا الصُغرى فقد أخضع القرمانيين، ما قضى على كُلِّ أملٍ في تحالُفٍ بيزنطي قرماني.

### تعكير صفاء العلاقات البيزنطيَّة العُثمانيَّة

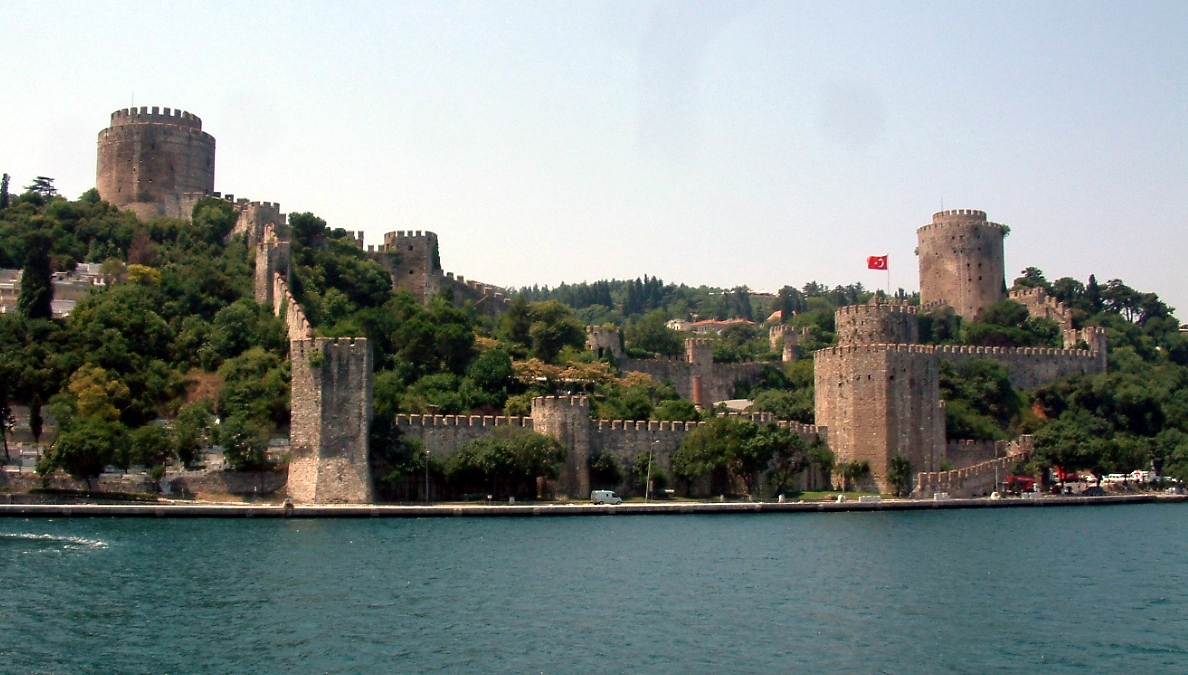
قلعة روملّي حصار كما تبدو اليوم.

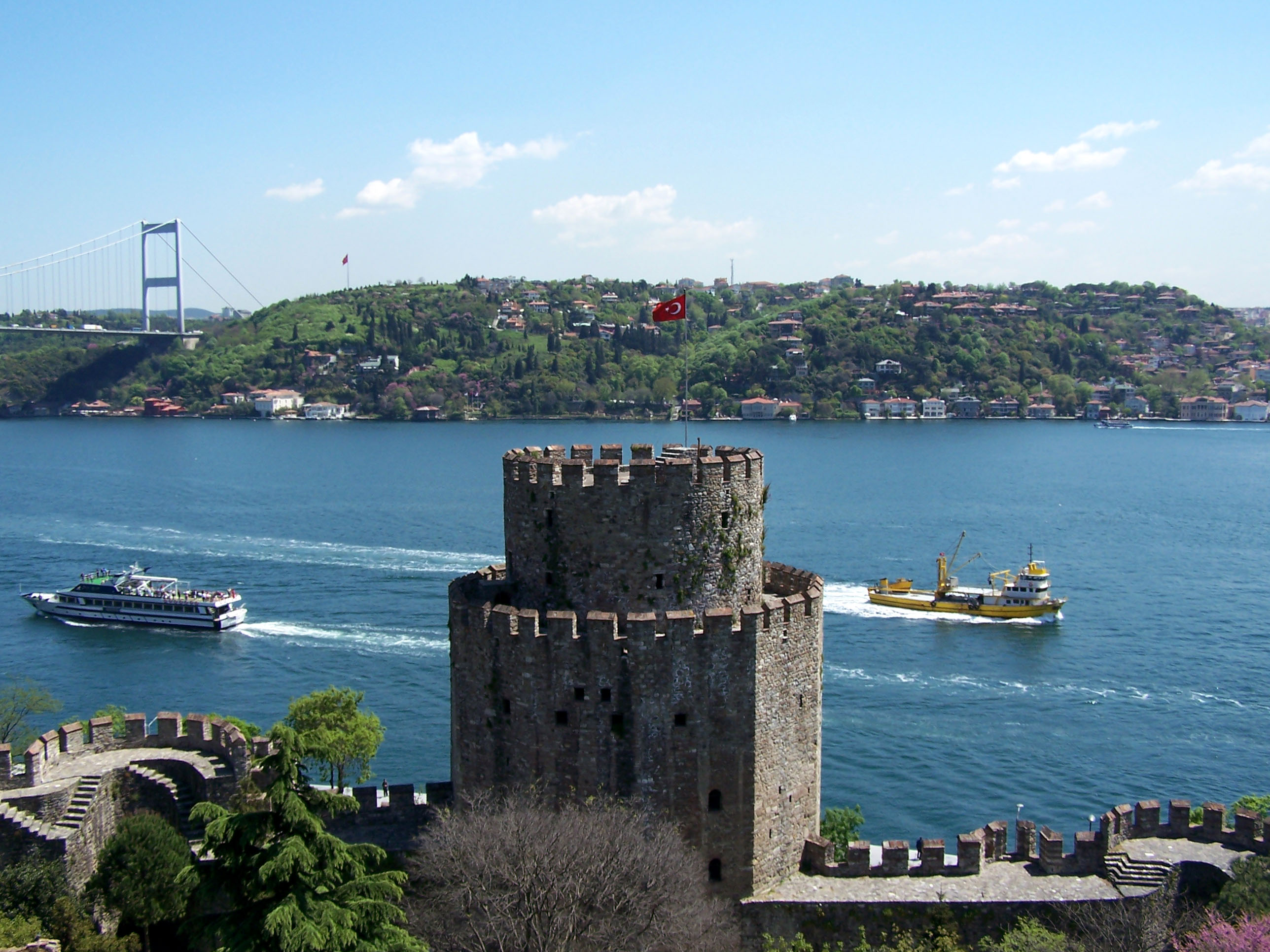
برج خليل باشا، أحد أبراج قلعة روملّي حصار، وهو يكشف مضيق البوسفور بشكلِ كامل، مما يُعطي فكرة عن مدى قدرة العُثمانيين على التحكم بمسار السُفن من وإلى المضيق.

تعكَّر صفو العلاقة بين العُثمانيين والبيزنطيين عندما أمر السُلطان بإلغاء الرَّاتب المُخصص للشاهزاده أورخان ردًّا على استفزاز الإمبراطور وتهديده بإطلاق سراح هذا الأخير، وسعيًا منه بإيجاد سبب لفتح باب الحرب على الروم، وراح يتجهَّز لِحصار القسطنطينيَّة والقضاء على هذه المدينة التي ما فتئت مُنذُ القِدم تُهدد المُسلمين بين الحين والآخر، على الرُغم من المُعارضة الحذرة من جانب الصدر الأعظم خليل جندرلي باشا وفريق عمله، وشعر الإمبراطور البيزنطي بما يُعدُّه السُلطان، فتملَّكهُ الهلع، وراح يستعد هو الآخر للمواجهة. وأقدم مُحمَّد الثاني على خطوةٍ تمهيديَّةٍ، فأنشأ قلعةً جديدةً هي قلعة «روملّي حصار»، على الشاطئ الأوروپيّ إلى جوار القسطنطينيَّة، على بُعد نحو ستَّة أميالٍ منها، مُقابل قلعة أناضولي حصار التي بناها السُلطان بايزيد الأوَّل على الشاطئ الآسيوي في أضيق نُقطة من مضيق البوسفور (حيثُ ينخفض العرض إلى 660 متر)، ما جعل العُثمانيين يُسيطرون على المضيق ويُراقبون السُفن الآتية من البحر الأسود. وبذلك يكون السُلطان قد كسب موقعًا استراتيجيًّا واقتصاديًّا يحولُ دون وصول المدد من مملكة طرابزون عن طريق البحر المذكور، وبالتالي عزل القسطنطينيَّة اقتصاديًّا، كما أراد أن تكون القلعة قاعدةً لأعماله العسكريَّة في أوروپَّا ومُستودعًا للزاد والعتاد.
تمَّ بناءُ هذه القلعة في زمنٍ قياسيٍّ (ثلاثة أشهر)، ولمَّا اكتملت بلغ ارتفاعها 82 مترًا واشتملت على 3 أبراج ارتفاعُ كُلٍّ منها 70\26 مترًا، وشغلت مساحة 250,30م2، وكان تصميمها على شكل تخطيط اسم نبيِّ الإسلام: «مُحَمَّد»، وسُمِّيت أيضًا «بوغاز کسن حصاری»، أي «القلعة قاطعة المضيق»، وبعد الانتهاء منها ومن إجراء جميع التحكيمات اللازمة، عاد السُلطان إلى عاصمة مُلكه أدرنة في أوَّل شهر أيلول (سپتمبر) سنة 1452م. كان بناءُ القلعة بمثابة النقطة الحرجة التي وصلت إليها العلاقة السلميَّة بين الطرفين، ورأى السُلطان في بناء هذه القلعة مُقدِّمة لإسقاط المدينة، وقد أدرك الإمبراطور ذلك، فأرسل سفيرين إلى السُلطان في أدرنة للاحتجاج، لأنَّ بناء القلعة بنظره يعني خرق السُلطان للمُعاهدة التي سبق أن عقدها والده مُراد مع الإمبراطور البيزنطي، ونصَّت على عدم قيام العُثمانيين ببناء تحصينات على الساحل الأوروپيّ للبوسفور، إلَّا أنَّهُ لم يكن يأمل في تلقّي جوابٍ مُطمئن، وعندما عاد سفيراه بعد أسبوع تحقَّقت مخاوفه، ذلك أنَّ السُلطان أبدى عدم اكتراث، وبيَّن بصورةٍ قاطعة أنَّهُ لم يخرق أيةُ مُعاهدة، وأنَّهُ رجلُ سلام، وبالتالي فإنَّ ما قام به تطلَّبتهُ سلامة دولته وجيشه وشعبه، وأنَّهُ لم يستهدف نُشوب الحرب. نتيجةً لردِّ السُلطان قرَّر الإمبراطور العمل على إيقاف أعمال بناء القلعة، فحذَّرهُ رجال بلاطه أنَّ هذا لا يعني سوى الإسراع في إعلانِ حربٍ غير مُتكافئة، وكان الإمبراطور يُدركُ ذلك، إلَّا أنَّهُ اعتقد أنَّ لا قيمة لتأجيل الحرب. وتبادل العاهلان الرسائل بشأن تبريد حِدَّة المُواجهة، لكن تمسَّك كُلًّا منهما بوجهة نظره قضى على فُرص التفاهم، وفعلًا أدّى اعتراضه على أعمال بناء القلعة إلى نشوبِ الحرب لاحقًا.

### مُحاولة الروم حشد الحُلفاء وتوحيد الكنيستين الشرقيَّة والغربيَّة

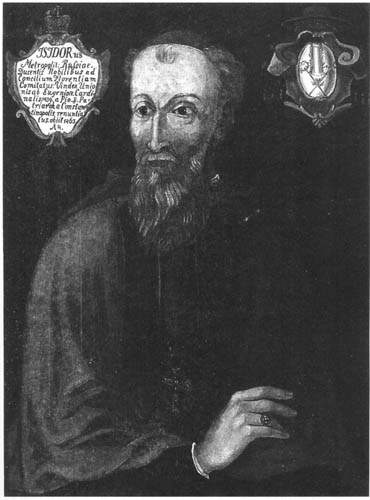
الكاردينال إيزيدور الكييڤي، مبعوث البابا نقولا الخامس إلى القسطنطينيَّة ليُتمم إجراءات الاتحاد بين الكنيستين الشرقيَّة والغربيَّة، وأحد أبرز الشواهد العيان على الحصار العُثماني للمدينة.

كان الإمبراطور البيزنطي واقعيًّا حين أقنعته المحنة أنَّ الأُخوَّة المسيحيَّة والتعاون الأرثوذكسي - الكاثوليكي هو أحد الوسائل الأساسيَّة لإنقاذ العاصمة من خاتمةٍ مُروَّعة، وأدرك أنَّ الأسوار السميكة والسلسلة الحديديَّة الغليظة الطويلة، التي أغلقت مدخل القرن الذهبي، وعزيمة الرجال وحملة إنقاذ من أوروپَّا الغربيَّة؛ هي التي يُمكن أن تدفع المُسلمين بعيدًا عن أسوار القسطنطينيَّة، لذلك طلب النجدة من أوروپَّا على وجه السُرعة، لكنَّ الرد الأوروپيّ جاء مُتفاوتًا وفقًا لمصلحة كُلِّ دولة. فلبّى أهالي جنوة طلبه، وأرسلوا أُسطولًا بحريًّا تحت أمرة يوحنَّا جوستنياني للمُساعدة في الدفاع عن المدينة، كما قدَّم الجنويّون المُقيمين في مُستعمرة غلطة المُجاورة، أربعة آلاف مُقاتل، لم يكن هدفهم الحقيقي مُساعدة الروم بقدر ما استهدفوا سبق البنادقة، في حال النصر. وكان في المدينة حوالي ألفٍ وستُّمائةٍ من البنادقة وغربيّون آخرون يعيشون فيها، وقد عدُّوا هذه الحرب على أنَّها حربهم. وأبدى البابا نقولا الخامس استعداده للمُساعدة، شرط أن تتحد الكنيستان الشرقيَّة والغربيَّة. وافق قسطنطين على هذا الشرط، على الرغم من عمق جُذور العداوة التاريخيَّة بين الأرثوذكس والكاثوليك، ورُغم أنَّهُ كان هو نفسه حاميًا للمذهب الأرثوذكسي وحاميًا للبطريرك المسكوني، ومن ثُمَّ فإنَّه من غير المُمكن أن يتبع بابا روما من الناحية المذهبيَّة. لكن رُغم ذلك، حاول الإمبراطور إظهار إيجابيَّته للبابا، فقبل أن يُرسل الأخير مندوبًا عنه إلى القسطنطينيَّة ليُتمَّ إجراءات الاتحاد، وبالفعل أرسل البابا الكاردينال إيزيدور إلى عاصمة الروم الشرقيَّة حيثُ ترأّس قدَّاسًا احتفاليًّا في كاتدرائيَّة آيا صوفيا وفقًا للأصول الكاثوليكيَّة يوم 20 ذي الحجَّة سنة 855هـ المُوافق فيه 12 كانون الثاني (يناير) سنة 1452م، دعا فيه للبابا وأعلن توحيد الكنيستين. ويبدو أنَّ الشعب البيزنطي اشمأزَّ مما حصل، إذ قال رئيس الوزارء البيزنطي الأرشيدوق نوتاراس جُملته التاريخيَّة، مُعبرًا عن هذا الشعور: «إنَّني أُفضِّلُ أن أُشاهِدَ في دِيارِ البيزنطِ عَمائِمَ التُركِ على أن أُشاهِدَ القُبَّعةَ اللَّاتينيَّة». وهكذا حال تعصُّبُ الشعب دون تقديم المُساعدة البابويَّة. أمَّا الدُول الأوروپيَّة الأُخرى فلم تُحرِّك ساكنًا لمُساعدة الروم، فقد كانت كُلًّا من إنگلترا وفرنسا مُنهكتين ومواردهما مُستنزفة بفعل حرب السنوات المئة، وكانت إسپانيا في آخر مراحل حربها مع المُسلمين لإخراجهم من الأندلس، وكانت رُحى حربٍ مُميتةٍ تدور بين الإمارات الألمانيَّة، ولم ترغب المجر وبولونيا (پولندة) من تكرار تجربتها المريرة مع العُثمانيين في معركة ڤارنا.
وكتب قسطنطين أيضًا إلى مُلوك وأُمراء وسلاطين الشرق المُسلمين منهم والنصارى، مُبينًا لهم الخطر الذي يتهدَّدهم نتيجة نموِّ الدولة العُثمانيَّة وتزايد قوَّتها. فطلب من ملوك طرابزون والكرج وفُرسان القديس يوحنَّا وأمير القرمان وشاه فارس وسُلطان مصر أن يمدوه بالعون، لكن أحدًا من هؤلاء لم يُجب دعوته، فاضطرَّ البيزنطيّون عندئذٍ أن يُدافعوا بأنفسهم عن عاصمتهم. والواقع أنَّ الإمبراطور البيزنطي كان بحاجةٍ ماسَّةٍ إلى القوَّة البشريَّة، فلم يترك سبيلًا إلَّا وسلكه للحصول عليها، لكن الدُول الأوروپيَّة والبابويَّة لم تكن على قدر المسؤوليَّة، بفعل اختلاف السياسة الدينيَّة. أمَّا الشعب البيزنطي فكان في تخاذلٍ مُستمر، إذ تعوَّد على الحياة الهادئة، ولم يقتنع الكثير من الناس بإمكانيَّة تخطّي أيُّ جيشٍ تلك الأسوار العظيمة التي حمت المدينة من الغُزاة طيلة قرونٍ وقرون، وانصرف العديدون إلى سماع مواعظ الرُهبان المؤمنين بأنَّ مُعجزةً سوف تحصل وتدفع المُسلمين بعيدًا عن المدينة المُقدَّسة.

### الاستعدادات العُثمانيَّة

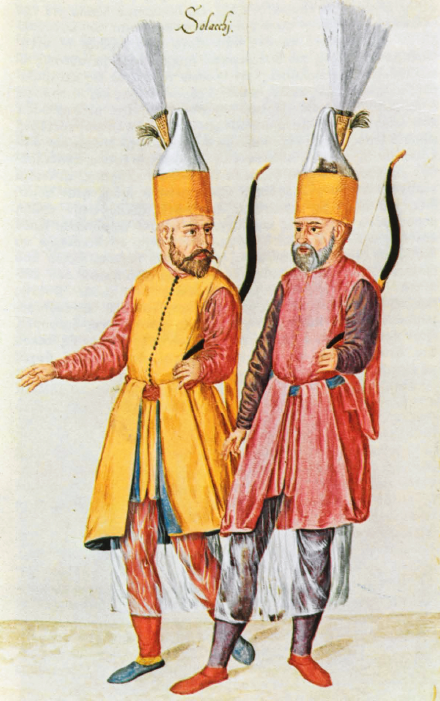
إنكشاريَّان صولاقان، نُخبة نبَّالة الجيش الُعثماني.

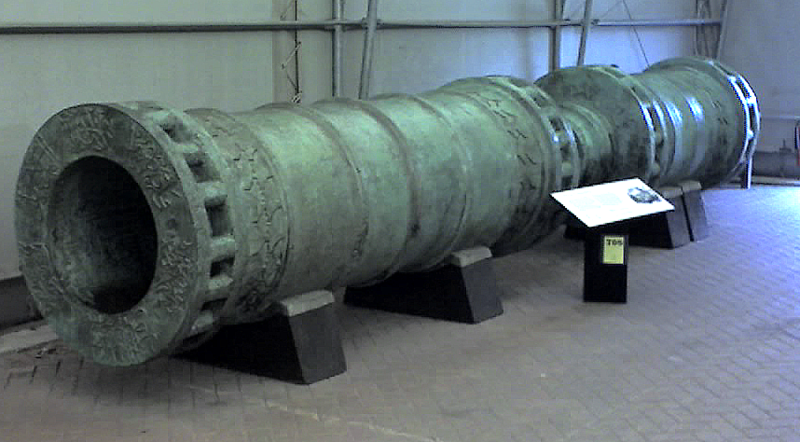
مدفعٌ سُلطاني (شاهاني) صُبَّ سنة 1464م استنادًا على مدفع أوربان الشهير الذي استُعمل عندَّ حصار القسطنطينيَّة سنة 1453م.

قضّى السُلطان مُحمَّد الثاني شتاء سنة 1452-1453م في أدرنة يستعد للفتح الكبير المُنتظر، فجمع جيشًا جرَّارًا كان أحد أضخم جيوش ذلك الزمن، وتُشيرُ وثائق الأرشيف العُثماني أنَّ عدد أفراد الجيش تراوح بين 50,000 و80,000 نفر، كان منهم ما بين 5,000 و10,000 إنكشاريّ، وهم خيرة المُشاة العُثمانيّين، بالإضافة إلى مُشاةٍ آخرين نظاميّين ومُرتزقة، والفُرسان السپاهیَّة، وآلاف الجُنود المسيحيّين من الإمارات البلقانيَّة الخاضعة للتاج العُثماني، بما فيهم حوالي 1,500 فارس صربي أرسلهم حاكم الصرب جُريج برانكوڤيتش كجُزءٍ من التزامه بمُساعدة السُلطان عند الحرب، رُغم أنَّه كان قد أرسل أموالًا قبل بضعة أسابيع إلى الإمبراطور البيزنطي للمُساهمة في إعمار وتقوية أسوار القسطنطينيَّة. بالمُقابل، يُشيرُ الغربيّون الذين عاصروا ذلك الحدث إلى أرقامٍ أعلى بكثير مما نصَّت عليه المصادر العُثمانيَّة، فقد أشار الطبيب البُندقي نقولا باربادو إلى 160,000 جُندي عُثماني، وأشار التاجر الفلورنسي يعقوب تيدالدي والمؤرِّخ الرومي جرجس سفرانتزس إلى 200,000 جُندي، بينما قال الكاردينال إزيدور ورئيس أساقفة ميتيليني ليوناردو دي چيو أنَّ عدد العساكر العُثمانيَّة وصل إلى 300,000 عسكريّ. كما عمد السُلطان إلى جمع أحدث الأسلحة المعروفة في ذلك الزمن، وأهمَّها المدافع التي أمر بسبكها بأقطارٍ لم يُسبق أن شوهدت من قبل، ومدافع الهاون التي استُعملت لأوَّل مرَّة في التاريخ، ومنها مدفعًا ضخمًا جدًا عُرف باسم «المدفع السُلطاني» أو «المدفع الشاهاني»، وهو من صُنع مُهندسٍ مجريّ (أو ألماني) يُدعى أوربان عرض على السُلطان أن يصُبَّ له مدفعًا هائلًا يقذفُ قذائف هائلة تكفي لتهدم أسوار القسطنطينيَّة، فاستهوت السُلطان الشَّاب هذه الفكرة، فأمر بتزويد المُهندس بكُلِّ ما يحتاجه من معدات، ولم تمضِ ثلاثة أشهر حتى تمكَّن أوربان من صنع مدفعٍ عظيم لم يُر مثله قط، فقد كان يزن 700 طن، وبلغ طوله 27 قدمًا (8.2 متر)، ويرمي بقذائف زنة الواحدة منها 600 رطل (272 كيلوگرامًا) والبعض قال 12 قنطارًا (3000 كيلوگرامًا)(1)، ويحتاج جرُّه إلى 100 ثور يساعدها مائة من الرجال، وعند تجربته بحضور السُلطان سقطت قذيفته على بُعد ميل (1.6 كيلومترات)، وسمع دويه على بعد 13 ميلًا، وأحدثت قذيفته الحجريَّة عند سقوطها حُفرةً بعمق قولاج (مسافة ما بين اليدين إذا فُتحتا بشكلٍ مُستوٍ)، وارتكزت في التُراب اللّيِّن وبقيت فيه.

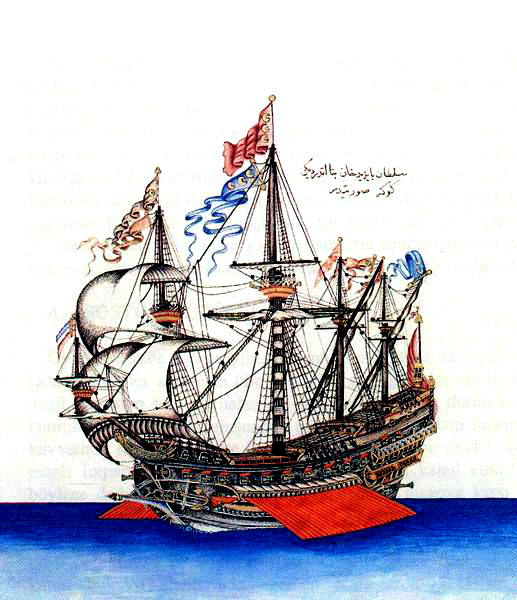
نموذج لما كانت عليه السُفن العُثمانيَّة خلال القرن الخامس عشر الميلاديّ. استعمل العُثمانيّون سُفنًا شبيهة ومُماثلة خلال حصار القسطنطينيَّة.

إلى جانب القوَّات البريَّة، شيَّد السُلطان أسطولًا كبيرًا لفرض الحصار على القسطنطينيَّة، وهي المدينة المكشوفة على البحر من ثلاث جهات ولا يُمكن أن يكتمل حصارها دون السُفن الحربيَّة، واستعان ببحَّارة وقباطنة مُسلمون ومسيحيّون لقيادة تلك السُفن، وكان أبرزهم يونانيّون من أبناء مدينة گاليپولي. تراوحت أعداد السُفن العُثمانيَّة حسب الشهود المُعاصرون بين حوالي 100 (رواية يعقوب تيدالدي)، و145 (رواية نقولا باربادو)، و160 (رواية أوبرتينو پوسكولو)، وما بين 200 و250 (رواية الكاردينال إيزيدور وليوناردو دي چيو)، و430 (حسب رواية جرجس سفرانتزس). أمَّا التقديرات المُعاصرة فتُشير إلى 126 سفينة تتألَّف من 6 غلايين ضخمة، و10 غلايين عاديَّة، و15 غليونًا أصغر حجمًا، و75 قادسًا (سفينة مجاذيف) كبيرًا، و20 ناقلةً تسيرُ بقوَّة الأحصنة. هذا وقد اعتنى السُلطان مُحمَّد بإعداد الجنود إعدادًا معنويًّا قويًّا وغرس روح الجهاد فيهم، وتذكيرهم بثناء الرسول مُحمَّد على الجيش الذي يفتح القسطنطينيَّة وعسى أن يكونوا هم الجيش المقصود بذلك، مما أعطاهم قوة معنويَّة وشجاعة كبيرة.

### الاستعدادات البيزنطيَّة

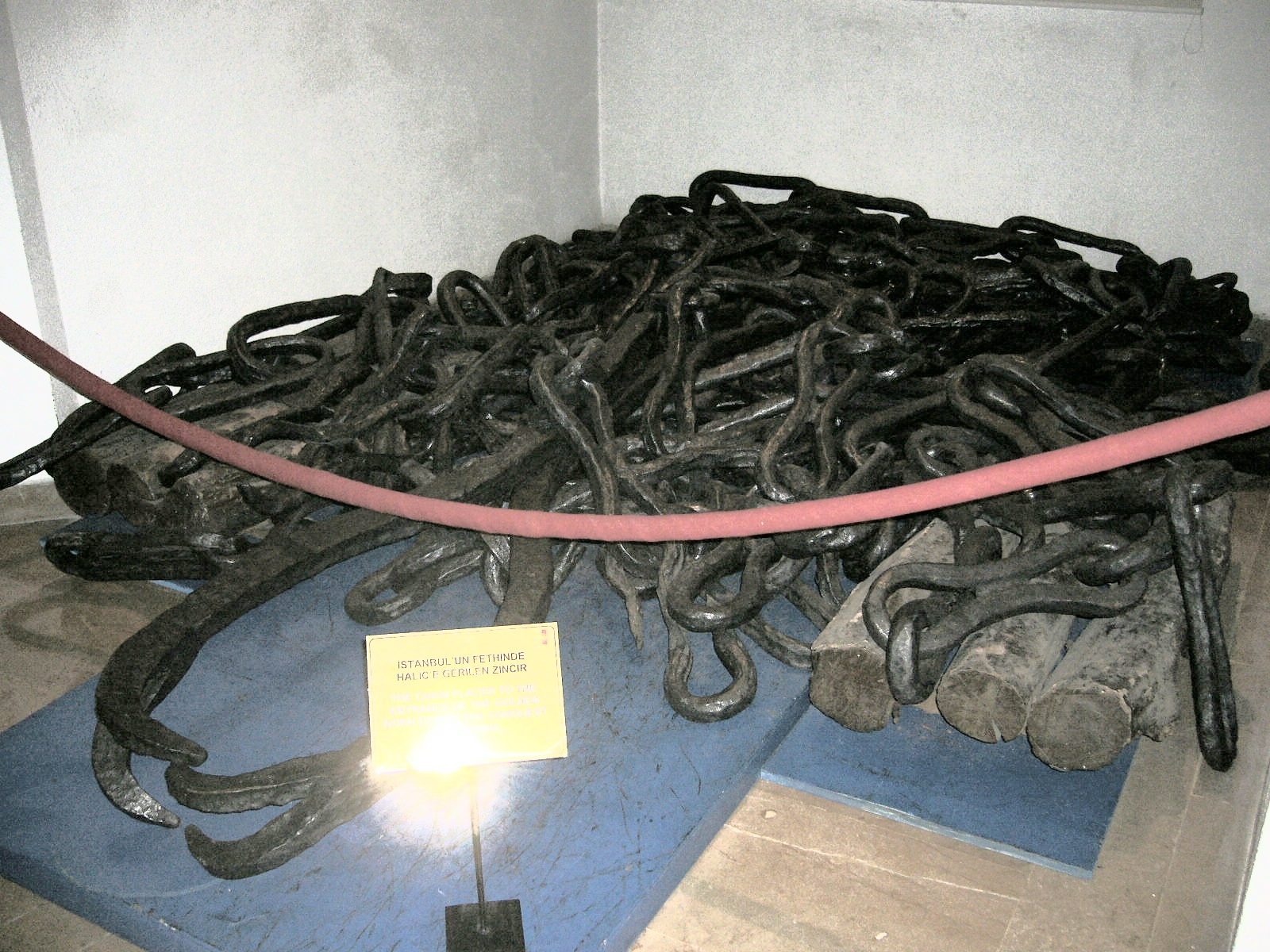
السلسلة الحديديَّة التي استعملها الروم لإغلاق مضيق القرن الذهبي بوجه السفن العثمانيَّة.

كانت قوَّة الروم المُدافعة عن المدينة صغيرةً للغاية؛ بلغ إجمالي حجمها 7,000 رجل، منهم 2,000 أجنبي، وقد تسلَّحوا بمدافع بدائيَّة ورماح وقسيّ وسهام وسيوف، وعند ضرب الحصار على المدينة بلغ تعداد قاطنيها حوالي 50,000 نسمة بما فيهم النازحون واللاجئون من المناطق والمُستعمرات المُجاورة. وكان هُناك بعض التُرك المُرتزقة الذين يعملون لصالح الإمبراطور، إلى جانب الشاهزاده أورخان چلبي ورجاله، الذين تولّوا مُهمَّة الدفاع عن إحدى الجهات البحريَّة للمدينة. كما لجأ الإمبراطور إلى سلاح الرِشوة، فحاول رشوة بعض مُستشاري السُلطان ليؤثروا على قراره، لكنَّ كُل ذلك لم يُجديه نفعًا في نهاية المطاف. وكان هُناك أسطولًا صغيرًا يرسو في مياه القرن الذهبي يتكوَّن من 26 سفينة: 5 من جنوة، و5 من البُندقيَّة، و3 من كريت، وسفينةً واحدةً من أنكونا، وأُخرتان من أراگون وفرنسا، وحوالي 10 سُفن روميَّة.

### إعلان الحرب

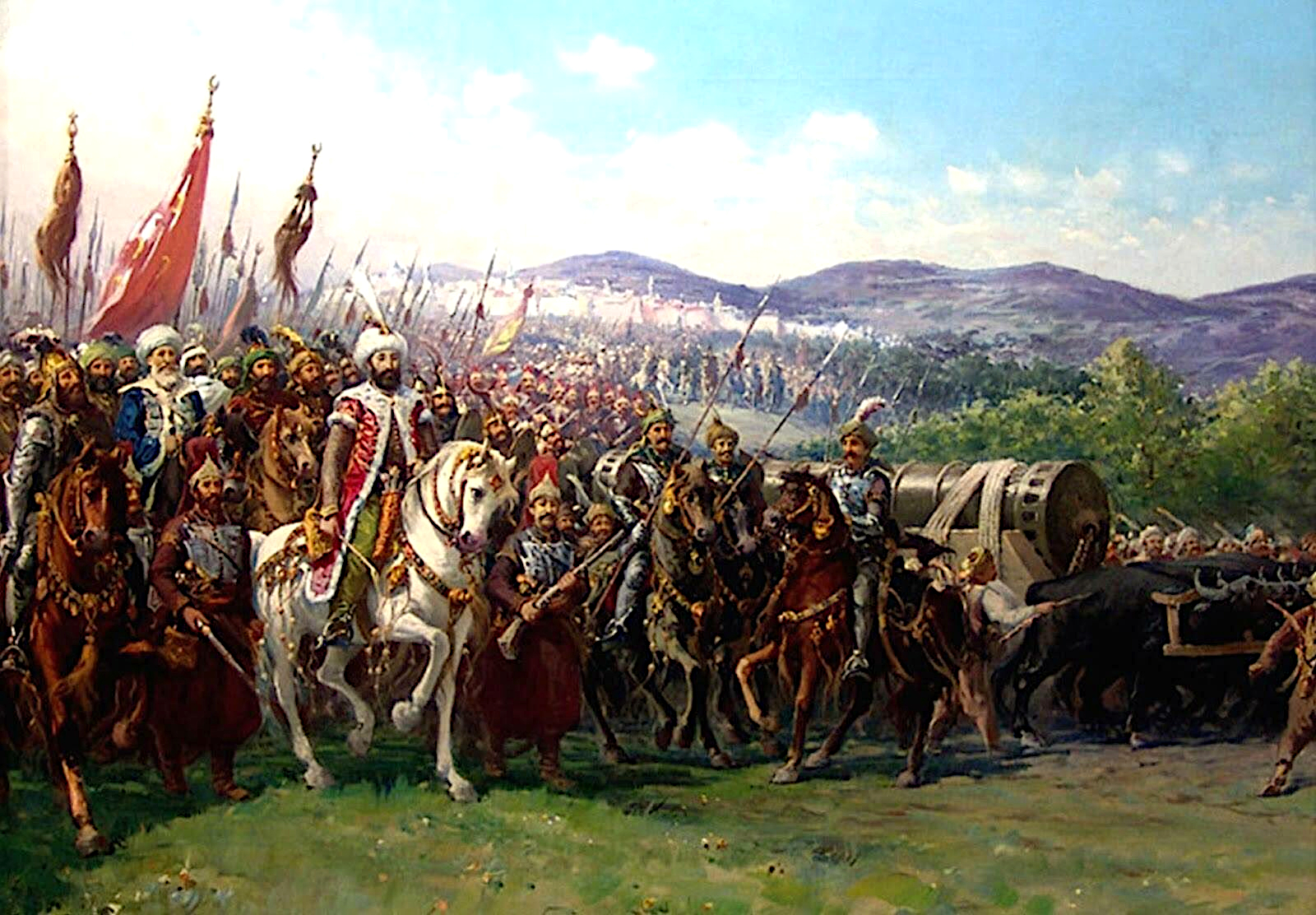
السُلطان مُحمَّد الثاني يقود جيشه لحصار القسطنطينيَّة، بريشة فاوستو زونارو.

استمرَّ البيزنطيّون يُحاولون هدم قلعة روملّي حصار، وداوموا الإغارة على عُمَّال البناء، فتطوَّرت الأمور إلى مُناوشاتٍ بينهم وبين الجُنود العُثمانيّون كان من نتيجتها أن أخذ هؤلاء يُغيرون على بعض قُرى الروم المُجاورة. فوجد السُلطان الفُرصة سانحة، فأعلن الحرب رسميًّا على الإمبراطوريَّة البيزنطيَّة، فما كان من الإمبراطور الروميّ إلَّا أن أغلق أبواب مدينته الحصينة، واعتقل جميع المُسلمين الموجودين داخل المدينة، وبعث إلى السُلطان مُحمَّد رسالة يُخبرهُ أنَّهُ سيدافع عن المدينة لآخر قطرة من دمه، وأخذ الفريقان يتأهَّب كُلٌ منهما للقاء المُرتقب.

### المسير نحو القسطنطينيَّة
كانت أدوات الحصار العُثمانيَّة من الضخامة بحيثُ ينبغي أن تُجرّ على طريقٍ مُستوية، إذا يصعبُ كثيرًا نقلها فوق التلال والهِضاب، لذلك أمر السُلطان بتسوية طريق أدرنة - القسطنطينيَّة بمعرفة 200 عامل يُشرف عليهم 50 عاملًا ماهرًا، وما أن تمَّ ذلك في شهر شُباط (فبراير) سنة 1453م، أخرج العُثمانيّون المجانيق وأكباش الدَّك والمدافع بما فيها المدفع السُلطاني الكبير يجُرّه 60 ثورًا يقف على جانبيها 400 جُندي (200 جُندي في كُلِّ جهة لتأمين عدم التزحلق والميلان)، وبقي أوربان في أدرنة يعمل على صب المزيد من المدافع للجيش. وصل المدفع على بُعد 5 أميال من الأسوار الثيودوسيوسيَّة للمدينة (الأسوار الوحيدة التي تُحيطُ بها من جهة البر) في شهر آذار (مارس) من نفس السنة، وكان على رأس الفرقة العسكريَّة تلك قره جه پاشا، الذي استولى ومعه حوالي 10,000 جُندي على القصبات البيزنطيَّة المُجاورة. تحرَّك السُلطان من أدرنة يوم 13 ربيع الأوَّل سنة 857هـ المُوافق فيه 23 آذار (مارس) سنة 1453م ووصل أمام القسطنطينيَّة بعد 13 يومًا في 26 ربيع الأوَّل المُوافق فيه 5 نيسان (أبريل)، وفي نفس الوقت أُعطيت الأوامر للأسطول العُثماني للتحرُّك من مدينة گاليپولي تجاه القسطنطينيَّة لإحكام الحصار عليها.

## الحصار

### يوم الخميس 26 ربيع الأوَّل 857هـ \ 6 نيسان (أبريل) 1453م

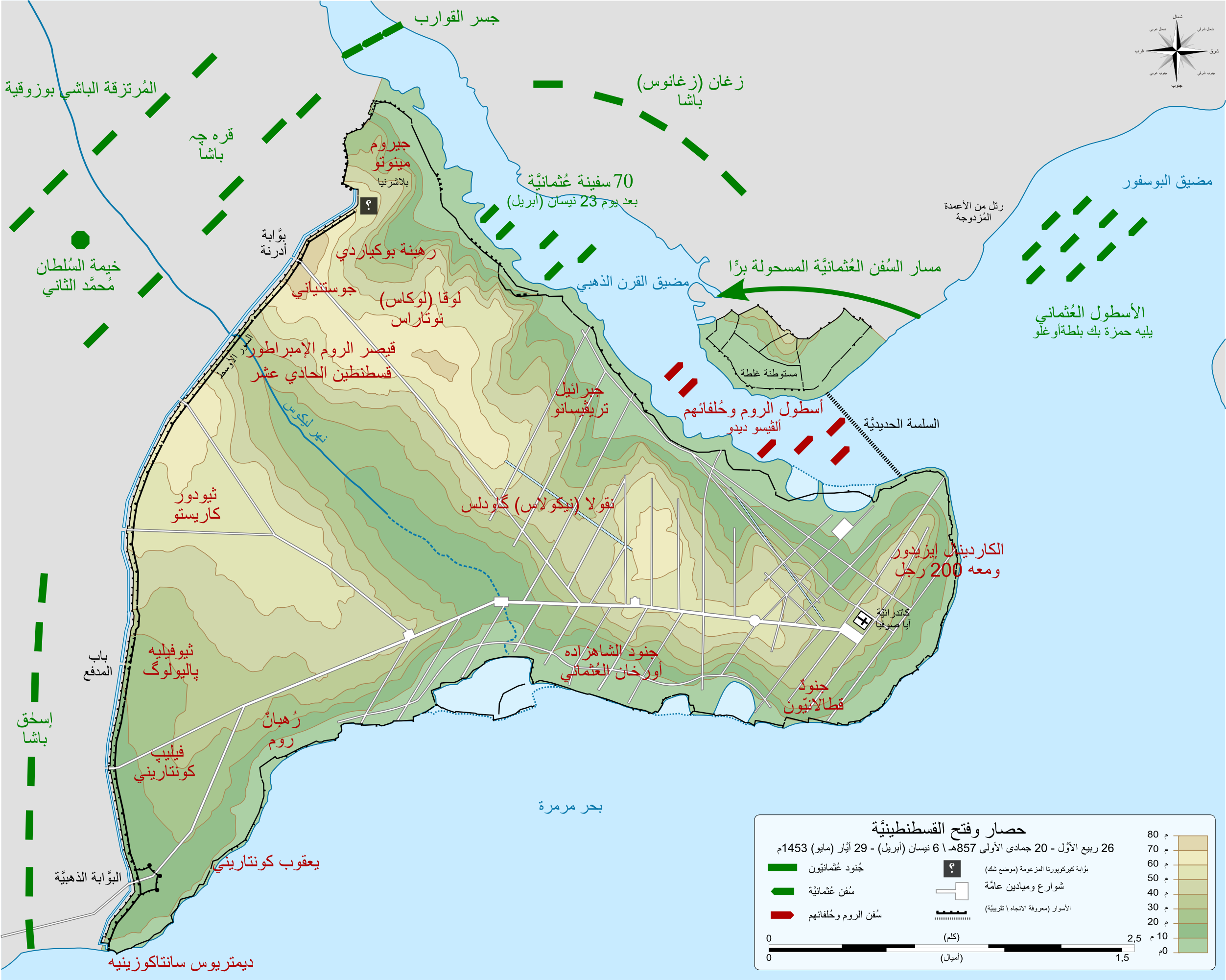
خارطة تُظهرُ الحصار العُثماني للمدينة، وانتشار الفرق العسكريَّة المُحاصرة وتلك المُدافعة.

بدأ الحصار الفعلي للقسطنطينيَّة في هذا اليوم، وقبل توزيع الفرق العسكريَّة، اتجه السُلطان إلى القبلة وصلَّى ركعتين وصلَّى الجيش كُله من وراءه، ثُمَّ نهض يوزعهم، فجعل القسم الأكبر من الجيش يتجمهر جنوب القرن الذهبي، ونشر الجُنود النظاميّون الأوروپيّون على طول الأسوار وجعل قره جه پاشا أميرًا عليهم. وتمركزت الفرق العسكريَّة الأناضوليَّة جنوب نهر ليكوس ناحية بحر مرمرة بقيادة إسحٰق باشا، ووُضع الحرس السلطاني الذي يضم نخبة الجنود الانكشارية في الوسط حيثُ نُصبت خيمة السُلطان، مُقابل بوَّابة رومانوس، وانتشرت المُرتزقة الباشي بوزوقيَّة خلف خطوط الجبهة، كما نُشرت فرقٌ عسكريَّة أُخرى بقيادة زغانوس باشا شمال القرن الذهبي، وكان التواصل بين تلك الفرق يتمُّ باستخدام طريقٍ مُهِّد وسوِّي فوق أراضي رأس القرن السبخيَّة. ونُصبت حول المدينة أربع عشرة بطَّاريَّة مدفعيَّة، بالإضافة إلى المدفع السُلطاني الهائل وعدَّة مجانيق وأربعة أبراج مُتحرِّكة. ثُمَّ أرسل السُلطان بعض أفضل جنوده لتطهير ما بقي من حصونٍ وقرى روميَّة مُجاورة، وأردفهم بالأسطول بقيادة أمير البحار سُليمان بك بلطة أوغلي، فسقط في إيديهم حُصن طرابيا على البوسفور، وحُصنٌ آخر أصغر حجمًا يقعُ في قرية ستوديوس قُرب بحر مرمرة، ثُمَّ تلتهم جُزر الأميرات بعد بضعة أيَّام.

### من بداية الحصار إلى 11 ربيع الآخر 857هـ \ 20 نيسان (أبريل) 1453م

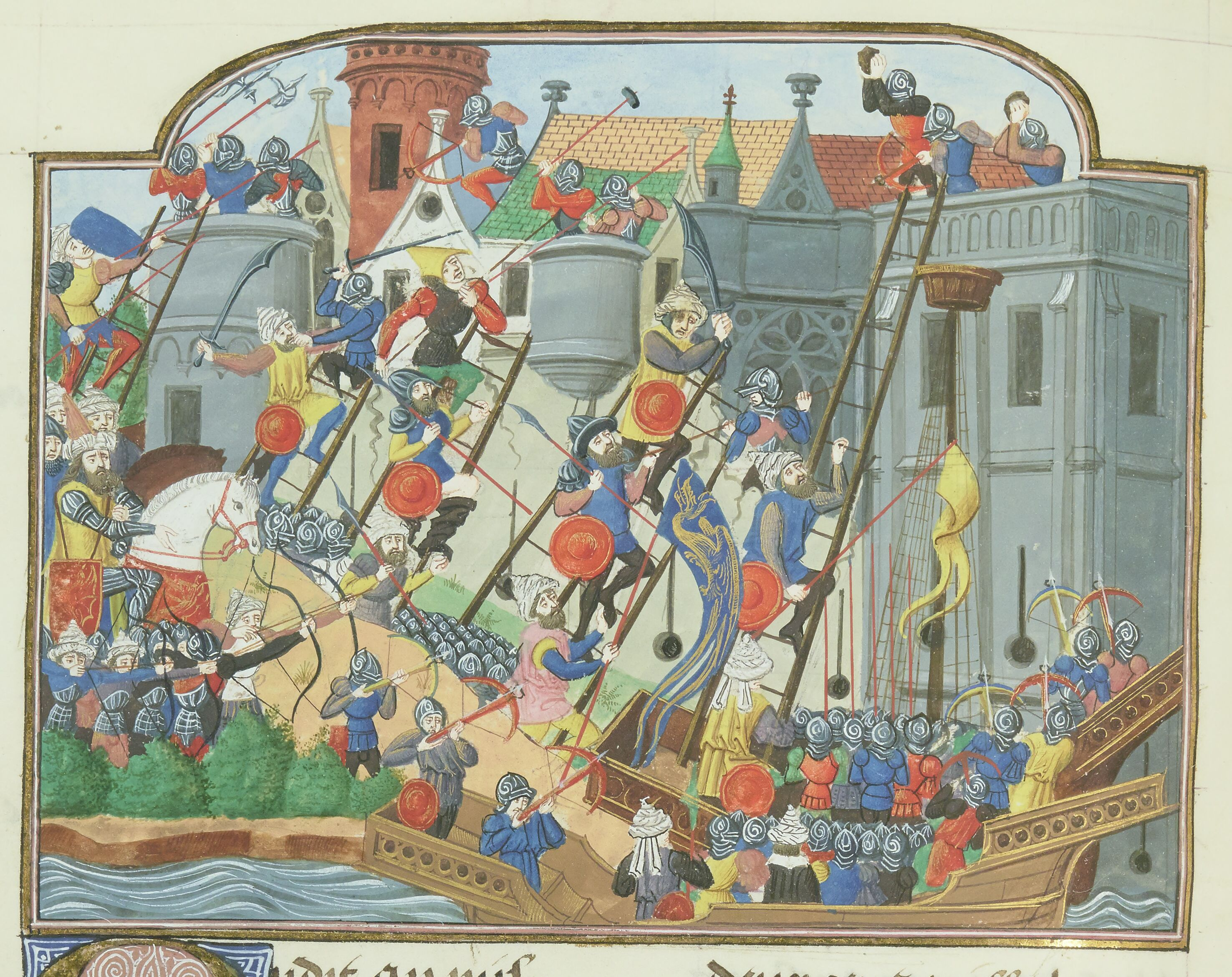
العُثمانيّون يُحاولون تسوّر المدينة، والمُدافعون يقذفونهم بالحجارة والسِّهام.

أرسل السُلطان إلى الإمبراطور يسأله أن يُسلِّم المدينة دون قتال، وتعهَّد له باحترام سُكَّانها وتأمينهم على أرواحهم ومُعتقداتهم وممتلكاتهم وكنائسهم، ولكنَّ الإمبراطور رفض وقرَّر القتال. بناءً على هذا، أعطى السُلطان الأمر للمدفعيَّة بأن تبدأ القصف صباح يوم 2 ربيع الآخر، فابتدأت الحرب. ظَّلت المدافع العُثمانيَّة تضرب أسوار المدينة طيلة أسبوعين، ولكنها لم تنل فوائد ذات بال من هذه الأسوار السميكة، فعلى الرُغم من تخلخل كُتلٍ كبيرة منها وتساقطها، غير أنَّ المُدافعين كانوا يصلحون الثغرات المُحدثة فيها بكل همة ونشاط عند حُلول الظلام، ويُعزى عدم إحداث أي تقدُّمٍ نوعي إلى بُطء المدافع العُثمانيَّة، فالمدفع السُلطاني كان لا يُطلق أكثر من سبع طلقات في النهار وطلقة واحدة بالليل، حيثُ كان تبريده وإعادة حشوه يتطلَّبُ فترةً طويلةً تتراوح بين ساعتين وثلاث ساعات، مما يعني أنَّ الروم كان أمامهم مُتَّسعٌ من الوقت بين الطلقة والأُخرى كي يُرمموا أسوار مدينتهم. رُغم ذلك استمرَّت أربعة مدافع من النوع الكبير تُطلقُ النار، وتلتها فصائل المدفعيَّة الأصغر. وفي يوم 18 نيسان (أبريل) جاء سُفراءٌ من المجر إلى المُعسكر العُثماني، وأبلغوا الصدر الأعظم خليل جندرلي باشا رسالةً باسم العالم المسيحيِّ أجمع، ومفادها أنَّ جُيوش أوروپَّا المُتحدة سوف تستولي على البلاد العُثمانيَّة في حالة عدم رفع الحصار عن القسطنطينيَّة، فلم يُعرهم السُلطان اهتمامًا، بل أصرَّ على فتح المدينة قبل أن تتمكّن الجيوش الأوروپيَّة من الاحتشاد والوصول. وفي ذلك اليوم تمكَّنت المدافع العُثمانيَّة من إحداث ثغرة في الأسوار البيزنطيَّة عند وادي ليكوس من الجزء الغربي من الأسوار، فتدفَّق الجُنود العُثمانيّون إليها يُحاولون اقتحام المدينة، كما حاولوا اقتحام الأسوار الأُخرى بالسلالم التي ألقوها عليها، ولكن المُدافعين عن المدينة بقيادة الإمبراطور استماتوا في الدفاع عنها، واشتد القتال بين الطرفين، وكان لضيق الثغرة وكثرة السهام والنبال والمقذوفات على الجنود المُسلمين، بالإضافة إلى ضيق المكان وشدَّة مُقاومة الروم وحلول الظلام، أثرٌ ضاغط على السُلطان جعله يُعطي أوامره للمهاجمين بالانسحاب. وفي ذلك الوقت كانت السُفن العُثمانيَّة تُحاول الدخول إلى القرن الذهبي فلم تتمكن لحيلولة السلسلة المعدنية دون ذلك، فاصطفَّ الأُسطول على هيئة هلال ليحول دون وصول أي مدد للمدينة.

### 11 ربيع الآخر 857هـ \ 20 نيسان (أبريل) 1453م
في هذا اليوم وصلت السُفن الجنويَّة والبابويَّة إلى البوسفور وعلى متنها 700 مُقاتل مُحمَّلين بالمؤن والذخائر، بقيادة يوحنَّا جوستنياني، واشبكت مع الأسطول العُثماني في معركةٍ كبيرةٍ كان من نتيجتها أن انهزم العُثمانيّون واحترقت الكثير من سُفنهم، وعبرت السُفن المُغيثة إلى داخل القرن الذهبي بعد أن رفع الروم السلسلة المعدنيَّة الغليظة ثُمَّ أعادوها ثانيةً بعد أن أصبح حُلفاؤهم بالدَّاخل. استقبل البيزنطيّون جوستنياني وتلك السُفن استقبال الأبطال، ورَّحب بهم الإمبراطور ترحيبًا كبيرًا، وأدّى نجاحهم في خرق الحصار العُثماني إلى رفع الروح المعنويَّة للمُدافعين عن المدينة، فعُيِّن جوستنياني قائدًا عامًّا للجُند وكُلِّف بتدريبهم، ففعل ذلك بشكلٍ حسن، حتّى أنه أقدم على تدريب الرُهبان والكهنة الذين يجهلون فن الحرب تمامًا. بالمُقابل، ثار غضب السُلطان مُحمَّد بعد أن شاهد السُفن المُحترقة والمُدمَّرة، فقام بعزل سُليمان بلطة أوغلي باشا من منصبه كأميرٍ للبحار وعيَّن بدلًا منه أحمد بك بن جالي بك، وهو أحد القباطنة السابقين المُخضرمين في الحروب البحريَّة. ويُقال أنَّ السُلطان كان ينوي إعدام بلطة أوغلي ليجعلهُ عبرةً لغيره، لكن البحَّارة الذين خاضوا المعركة معه تشفّعوا له عند السُلطان مُلقين باللوم على الرياح العاتيَّة في ذلك النهار التي جعلت المُناورة صعبة، وأشادوا بشجاعة قائدهم وبسالته خلال القتال. وفي روايةٍ أُخرى أنَّ السُلطان استدعى بلطة أوغلي إلى مقرِّ قيادته حيثُ عنَّفه واتهمه بالجُبن، فتأثّر بلطة أوغلي لهذا وقال للسُلطان: «إنِّي استقبلُ الموتَ بجنانٍ ثابتٍ، ولكن يؤلمني أن أموت وأنا متهمٌ بمثلِ هذه التهمة. لقد قاتلتُ أنا ورجالي بكلِّ ماكان في وسعنا من حيلةٍ وقوةٍ!» ثُمَّ رفع طرف عمامته فظهر أنَّه فقد عينًا أثناء القتال، فعرف السُلطان أنَّ الرجل فعلًا قاتل قتالًا مستميتاً، فتركه ينصرف واكتفى بعزله من منصبه، وعيَّن بدلًا منه حمزة باشا أميرًا للبحار، وفق هذه الرواية.
أُصيب الكثير من الجُنود العُثمانيّون بالإحباط نتيجة هذه الهزيمة، وأخذ بعضهم بالانسحاب من أرض المعركة. استغل الإمبراطور البيزنطي هذا الموقف وعرض على السُلطان السلام، فلاقى ذلك ترحيبًا من الصدر الأعظم خليل جندرلي باشا، الذي أشار على السُلطان أن يُبرم صُلحًا مع الإمبراطور ويقبل بدفع 70,000 ليرة ذهبيَّة كجزيةٍ سنويَّة، لأنَّ إسقاط البيزنط وإن كان أمرًا مُمكننًا، فإنَّهُ سوف يجرُّ الدولة العُثمانيَّة إلى حربٍ مع أوروپَّا بأسرها. إلا أنَّ السُلطان رفض رفضًا قاطعًا، وهكذا واصلت المدافع عملها.

### 12 ربيع الآخر 857هـ \ 21 نيسان (أبريل) 1453م

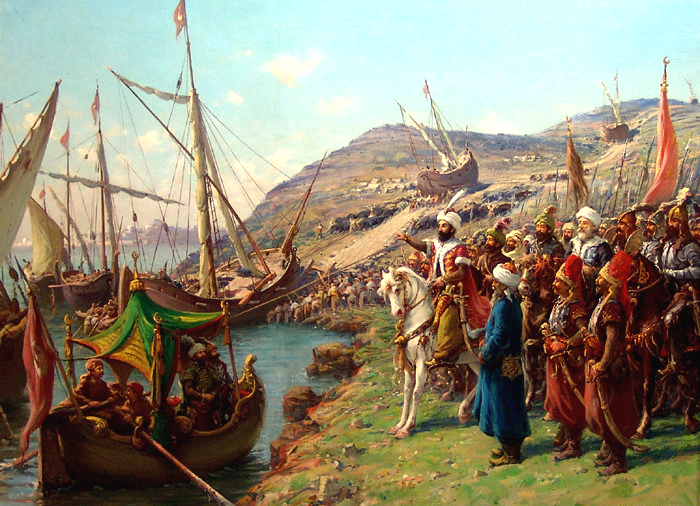
السُلطان مُحمَّد الفاتح يُشرف على جرّ السُفن من البوسفور وسحبها على البر وصولًا إلى مضيق القرن الذهبي.

أخذ السُلطان يُفكِّرُ بالدخول إلى المضيق بأي طريقة لإتمام الحصار بعد أن مُنيت سُفنه بالهزيمة سالِفة الذِكر، إذ أنَّ أي تقدّمٍ نوعيّ لن يحصل إلَّا بتشديد الخناق على المدينة من كافَّة الجهات، لكن العبور إلى داخل القرن الذهبي كان مُستحيلًا مع وجود السلسلة الحديديَّة. فخطر ببال السُلطان فكرة غريبة لم تُطبَّق من قبل، وتقضي بنقل المراكب برًّا عبر ميناء بشكطاش العُثماني ثُمَّ خلف هِضاب غلطة وصولًا إلى القرن الذهبي، وبهذا يُمكن الالتفاف حول السلسلة. وتمَّ هذا الأمر المُستغرب بتمهيد طريق البر الذي يبلغ طوله فرسخ واحد، أي ثلاثة أميال، وُضعت فوقه ألواحٌ من الخشب صُبَّت عليها كميَّةٌ هائلةٌ من الزيوت والشحوم لتسهيل انزلاق السُفن عليها. وبهذا أمكن نقل حوالي سبعين مركبًا (وفي بعض المصادر 67 مركبًا) في ليلةٍ واحدة، وأضحت العاصمة البيزنطيَّة، بعد ذلك، مُحاصرة ومُهددة من الجهات كافَّة. وحتّى يُموّه السُلطان على هذه العمليَّة، قامت مدفعيَّته، المُرابطة خلف أسوار غلطة وفي أعالي الهضاب، بإطلاق قنابلها باتجاه الأسوار المُطلَّة على القرن الذهبي بصورةٍ مُستمرَّة، ليلًا ونهارًا، وتمَّ حينها إطلاق أوَّل مدفع هاون في التاريخ وذلك عندما رابط زغانوس باشا في أنجاد غلطة ومعه 15,000 جُندي وأمر بقصف الأسطول البيزنطي المحصور بالخليج، فضُربت وأُصيبت عدَّة سُفن بيزنطيَّة.

### صباح 13 ربيع الآخر 857هـ \ 22 نيسان (أبريل) 1453م

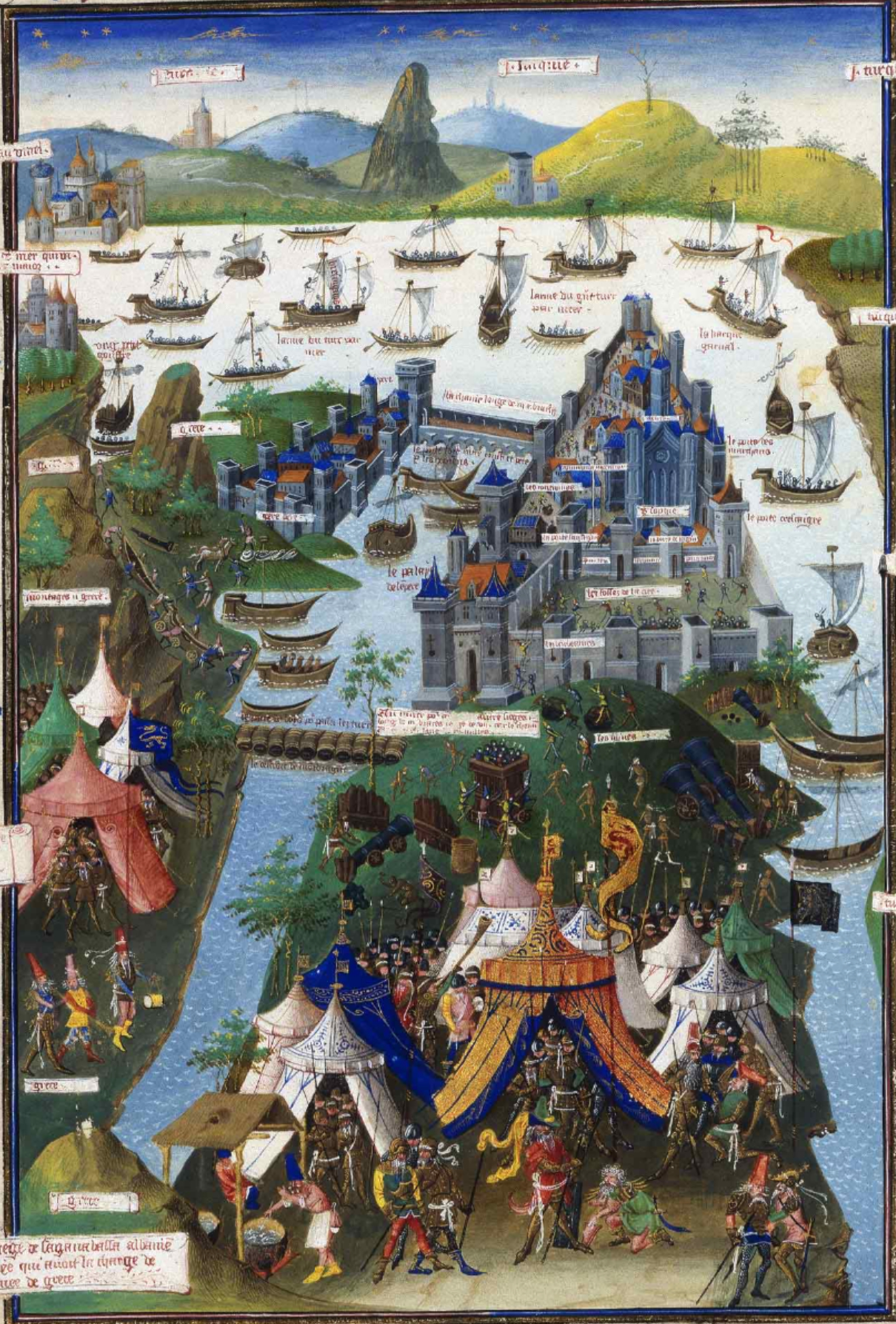
السُفن العُثمانيَّة ترسو في مضيق القرن الذهبي وتُطبق الحصار على المدينة.

استيقظ أهلُ القسطنطينيَّة صبيحة هذا اليوم على تكبيرات المُسلمين وهتافاتهم المُتصاعدة، فدُهشوا دهشةً عظيمةً لمَّا شاهدوا السُفن العُثمانيَّة ترسو داخل القرن الذهبي. وكانت الصدمة عنيفةٌ للغاية، إذ أنَّ هذه العمليَّة أحدثت انهيارًا في معنويَّات البيزنطيين، لأنَّ الأسوار من هذه الناحية كانت ضعيفة ولم يكن يُعتمد عليها، لاستبعاد وصول أُسطول مُعادٍ إلى داخل الميناء. ويُمكن مُلاحظة الصدمة في ما كتبه المؤرِّخ والدبلوماسي البيزنطي الأمير دوكاس الذي التقى بالسُلطان مُحمَّد شخصيًّا: «ما رأينا ولا سمعنا من قبل بمثل هذا الشيء الخارق، مُحمَّد الفاتح يُحوِّلُ الأرض إلى بحارٍ وتعبرُ سُفنهُ فوق قمم الجبال بدلًا من الأمواج. لقد فاق مُحمَّد الثاني بهذا العمل الإسكندر الأكبر». أمام هذا الواقع المُستجد، وجد الإمبراطور نفسه مُضطرًّا أن يسحب قوَّات كبيرة من المُدافعين عن الأسوار الأُخرى لكي يتولّوا الدفاع عن الأسوار المُطلّة على القرن الذهبي، مما أوقع خللًا في الدفاع عن الأسوار الأُخرى. وأخد القساوسة والكهنة يطوفون بشوارع المدينة وأماكن التحصين ويُحرِّضون المُقاتلين والأهالي على الثبات والصبر، ويُشجعون الناس على الذهاب إلى الكنائس ودُعاء الله والمسيح والسيِّدة العذراء أن يُخلِّصوا المدينة، وأخذ الإمبراطور قسطنطين يتردَّد بنفسه على كاتدرائيَّة آيا صوفيا لهذا الهدف.

### 29 ربيع الآخر 857هـ \ 28 نيسان (أبريل) 1453م
أمر السُلطان مُحمَّد في هذا اليوم بإنشاء جسرٍ ضخمٍ، عرضه خمسون قدمًا، وطوله مائة، وصُفَّت عليه المدافع، وزُوِّدت السُفن المُرابطة بالخليج بالمُقاتلين والسلالم، وتقدَّمت إلى أقرب نُقطةٍ من الأسوار تمهيدًا لتسلُّقها. فلمَّا رأى الإمبراطور البيزنطي ذلك، أمر بإبادة الأسطول العُثماني مهما كلَّف الأمر. وفي تلك الليلة حاول البيزنطيَّون إحراق السُفن العُثمانيَّة، ولكن العُثمانيين علموا بهذه الخطة فأحبطوها، وفقد 150 بحَّارًا بيزنطيًّا حياتهم في هذه المُحاولة، ولم يُدمَّر الجسر ولم تُغرق سفينة عُثمانيَّة واحدة.

### من 19 ربيع الآخر 857هـ \ 28 نيسان (أبريل) وحتّى 16 جمادى الأولى 857هـ \ 24 أيَّار (مايو) 1453م
يوم 20 ربيع الآخر المُوافق فيه 29 نيسان (أبريل) أمر الإمبراطور بإعدام الأسرى المُسلمين البالغ عددهم 260 أسيرًا، فأُعدموا على مرأى من الجيش العُثماني. عقد السُلطان مُحمَّد اجتماعًا مع كبار قادة جيشه ومُستشاريه والشيوخ والعُلماء الذين كانوا يُرافقون الجيش، بما فيهم الشيخ آق شمسُ الدين، بعد أن تبيَّن له حجم الخسائر التي مُني بها الجيش العُثماني، وطلب من المُجتمعين الإدلاء بآرائهم، فانقسموا إلى فريقين: فريق أشار بالانسحاب حقنًا لدماء الجنود وتفاديًا لغضب أوروپَّا المسيحيَّة فيما لو استولى المُسلمون على المدينة، وكان زعيم هذا الفريق الصدر الأعظم خليل جندرلي باشا؛ وفريقٌ آخر رأى مُواصلة الهجوم على المدينة حتى الفتح واستهان بأوروپَّا وقوَّاتها، كما أشار أصحاب هذا الرأي بتحمّس الجنود لإتمام الفتح وما في التراجع من تحطيمٍ لمعنويَّاتهم الجهاديَّة، وكان زعيم هذا الفريق زغانوس باشا وأيَّده في ذلك الشيخ آق شمسُ الدين. كان السُلطان وأغلب الحاضرين من رأي زغانوس باشا، فصدرت التعليمات باستعداد الجنود للهجوم العام واقتحام المدينة قريبًا.

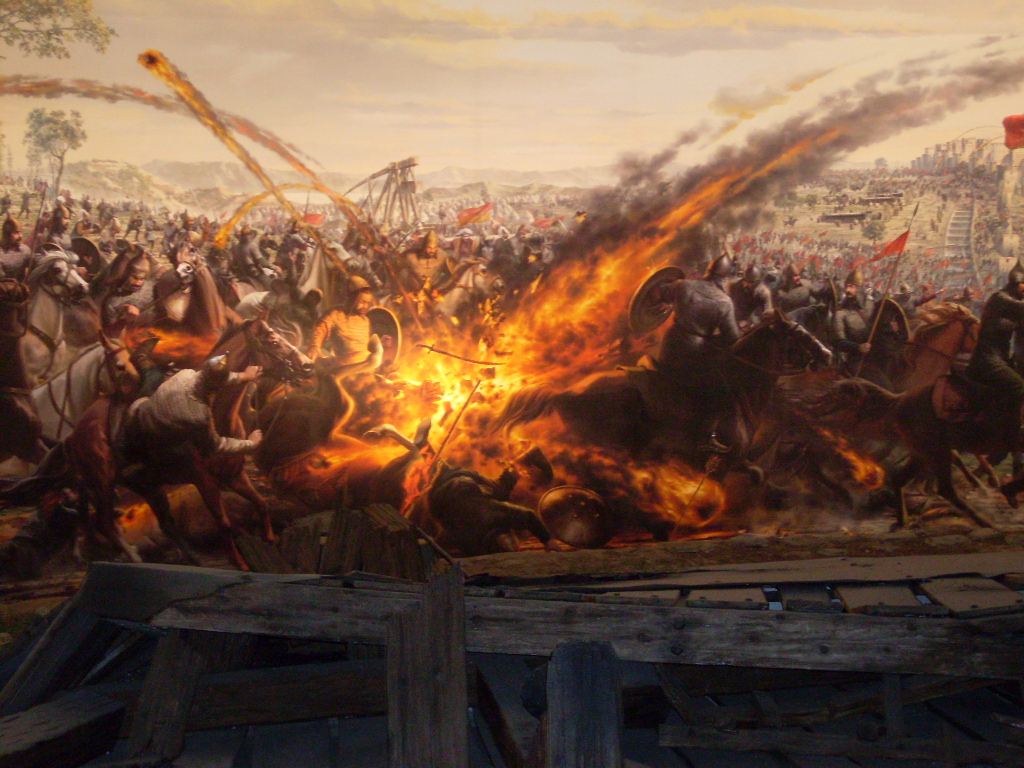
رميُ الروم العُثمانيين بالقذائف المُلتهبة والنار الإغريقيَّة أثناء مُحاولتهم اقتحام الأسوار.

يوم 26 ربيع الآخر المُوافق فيه 5 أيَّار (مايو)، حرَّك العُثمانيّون بعض فصائل المدفعيَّة وركَّزوها على مُرتفعات «بك أوغلي»، وفي اليوم التالي أمر السُلطان بالهجوم العام الأوَّل من المنطقة المُقابلة لبوَّابة رومانوس، فلم يُفلح الجنود بالدخول، وبعد 6 أيَّامٍ أمر بالهجوم العام الثاني من المنطقة المُقابلة لبوَّابة أدرنة، فلم تنجح هذه المُحاولة كسابقتها. وفي يوم 8 جمادى الأولى المُوافق فيه 16 أيَّار (مايو) بدأت حربُ أنفاقٍ دمويَّة بين الروم والعُثمانيين، إذ أمر السُلطان بحفر أنفاقٍ تحت الأرض من مناطق مختلفةً إلى داخلها، بينما تتولّى المدفعيَّة والنبَّالون إلهاء الجنود البيزنطيين، غير أنَّ بعض هؤلاء إضافةً لبعض الأهالي فطنوا للأمر، ويُقال أنَّهم سمعوا صوت الضربات تحت الأرض فارتابوا وأبلغوا الإمبراطور الذي أسرع ومعه عدد من القادة والمُستشارين إلى موضع الصوت وأدركوا أن العثمانيين يقومون بحفر أنفاقٍ تحت الأرض، للوصول إلى داخل المدينة، فقرر المُدافعون الإعداد لمواجهتها بحفر أنفاقٍ مُماثلة مُقابل أنفاق المُهاجمين لمواجهتهم دون أن يعلموا، حتى إذا وصل العُثمانيون إلى الأنفاق التي أُعدت لهم ظنوا أنهم وصلوا إلى سراديب خاصة وسريَّة تؤدي إلى داخل المدينة ففرحوا بهذا، ولكن الفرحة لم تطل إذ فاجأهم الروم، فصبّوا عليهم ألسنة النيران الإغريقيَّة والنفط المحترق والمواد الملتهبة، فاختنق كثيرٌ منهم واحترق قسمٌ آخر وعاد الناجون منهم أدراجهم من حيث أتوا. وكان فرعٌ من فروع الجيش العثماني يتولّى أمر حفر الأنفاق، ولم يكن ذلك بالعمل اليسير، فإنَّ هذه الأنفاق التي حفروها أودت بحياة كثيرٍ منهم، فماتوا اختناقًا واحتراقًا في باطن الأرض، كما وقع الكثير منهم في بعض هذه المحاولات في أسر الروم، وفي يوم 20 ربيع الآخر المُوافق فيه 29 نيسان (أبريل) أمر الإمبراطور بإعدام هؤلاء الأسرى وغيرهم ممن سبق أسره من المُسلمين، فقُطعت رؤوسهم وقُذف بها إلى معسكر العُثمانيين. رُغم ذلك استبسل العُثمانيّون واستمرّوا يُحاولون اقتحام المدينة فتكبَّدوا خسائر فادحة المرَّة تلو الأُخرى، وأشار الجرَّاح البُندقي نقولا باربادو إلى هذا في مُذكَّراته التي وصف فيها الهجوم العُثماني اليومي على الأسوار، وبالأخص من قِبل فرقة الانكشارية، فقال: 
| فتح القسطنطينية | كانوا يرون التُرك هارعين إلى السور بكُلِّ سُرعةٍ طالبين القتال، وبالأخص الإنكشاريَّة ... وعندما كان يُقتلُ أحدهم، كان الباقون يأتون بسُرعةٍ ويسحبونه بعيدًا ... غير آبهين بمدى قُربهم من أسوار المدينة. كان رجالُنا يُطلقون عليهم رصاص البنادق والسِّهام، مُختارين في ذلك التُركيّ الذي يحملُ ابن جلدته الصريع أو الجريح، فيسقُطُ كلاهما على الأرض ميتًا، وعندها يأتي تُركٌ غيرهم ليسحبوا جُثث رفاقهم، دون أن يخشى أحدهم الموت، بل كانوا يُفضلون الموت على عار ترك جُثَّة رجلٍ مُسلمٍ قُرب الأسوار(2). | فتح القسطنطينية |

كان يُواكبُ كُلَّ ذلك مُحاولة ملء أجزاءٍ من الخندق العميق المملوء بالماء الموجود أمام الأسوار بقطع الحجارة، وأيضًا أحدث العُثمانيّون ثغرات كبيرة في الأسوار كان يتعذّر على البيزنطيّون إصلاحها رُغم أنَّهم كانوا يعملون بلا كللٍ على مدار 24 ساعة، وذلك يعود إلى القصف المُستمر دون هوادة، حتّى أنَّ المدفع السُلطاني الضخم انفجر من كثرة الاستخدام وقتل جميع مُشغليه، بما فيهم مُصممه المُهندس أوربان على الأرجح، لكن رُغم ذلك أمر السُلطان أن تستمر المدافع بالقصف وأن تُبرَّد بزيت الزيتون، فنجح الفنيّون في تخفيف حماوتها بحيثُ استمرَّت تقصف المدينة وتدُكُّ أسوارها وقلاعها وأبراجها. كما لجأ العُثمانيّون إلى صناعة برج حصارٍ مُتحرِّك من ثلاثة طوابق مكسوًّا بالدروع والجلود المُبللة بالماء منعًا لاحتراقه بنيران الروم، وتمكنوا من لصقه بالأسوار عند بوَّابة رومانوس، فهرع الإمبراطور ومعه نُخبة جنوده إلى الموقع ليدفعوا بالبرج بعيدًا، فاشتبكوا مع المُسلمين في قتالِ شديد وتمكنوا من إحراق البرج بالنار الإغريقيَّة، فوقع على الأبراج البيزنطيَّة المُجاورة وقتل من فيها من المُدافعين، وامتلأ الخندق المُجاور بالرُكام.

### 17 جمادى الأولى 857هـ \ 25 أيَّار (مايو) 1453م

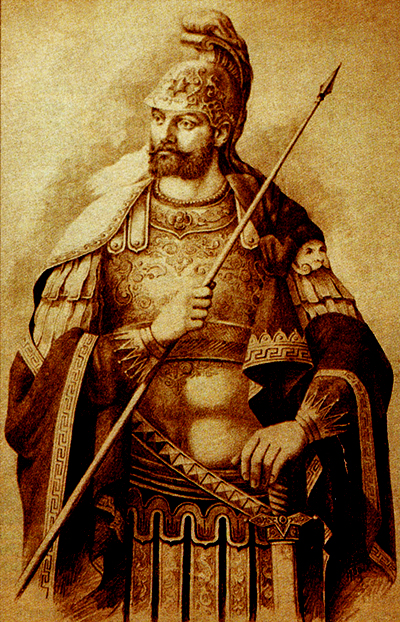
آخر أباطرة الروم، القيصر قسطنطين پاليولوگ الحادي عشر. رفض جميع الاقتراحات العُثمانيَّة للاستسلام ودافع عن وطنه حتّى النهاية.

أرسل السُلطان أمير مدينة سينوپ إسماعيل إسفنديار أوغلي إلى الإمبراطور يعرض عليه تسليم المدينة دون إراقة المزيد من الدماء مُقابل شرطين اثنين: أن يخرج الإمبراطور وحاشيته بكُلِّ الأموال والذهب، ويذهب إلى شبه جزيرة المورة ويحكمها تحت سيادة الدولة العُثمانيَّة؛ وأن يتعهَّد السُلطان بعدم المس بحُريَّة الأهالي وأملاكهم وأرزاقهم وكنائسهم ولا يتعرَّض لهم في دينهم أو يُكرههم على اعتناق الإسلام، ويؤمّن على حياتهم بعد دخول الجيش العُثماني إلى المدينة، أمَّا إن دخلها بالقوَّة فهو حُر التصرّف فيها كما يرى مُناسبًا، على أنَّه لن يهدر دماء أبنائها ولا يُكرههم على الإسلام. وبعد أن بلغت الرسالة الإمبراطور، جمع مُستشاريه وعرض عليهم الأمر، فمال بعضهم إلى التسليم وأصرَّ آخرون أن يستمرّوا بالدفاع عن المدينة حتّى الموت، ومال الإمبراطور إلى الرأي الأخير، فردَّ رسول السُلطان برسالةٍ يقول فيها أنَّه يشكر الله إذ جنح السُلطان إلى السلم، وأنَّهُ يرضى أن يدفع له الجزية التي يُريدها وأن يعترف بسُلطته على كافَّة الأراضي والحصون والبلدات التي فتحها، أمَّا القسطنطينيَّة فهي ليست قلعة حتّى يتنازل عنها، بل هي أكبر تاج إمبراطوري مسيحي يرجع تاريخه إلى ألف وخمسمائة سنة، وأنَّه قد أقسم أن يُدافع عنها حتّى آخر لحظة في حياته، فإمَّا أن يحفظ عرشه أو يُدفن تحت أسوارها. فلمَّا وصلت الرسالة إلى السُلطان قال: «حَسَنًا، عَن قَرِيْبٍ سِيَكُونُ لِي فِي القُسْطَنْطِينِيَّةَ عَرْشٌ أو يَكُونُ لِي فِيْهَا قَبْرٌ».

### 18 جمادى الأولى 857هـ \ 26 أيَّار (مايو) 1453م

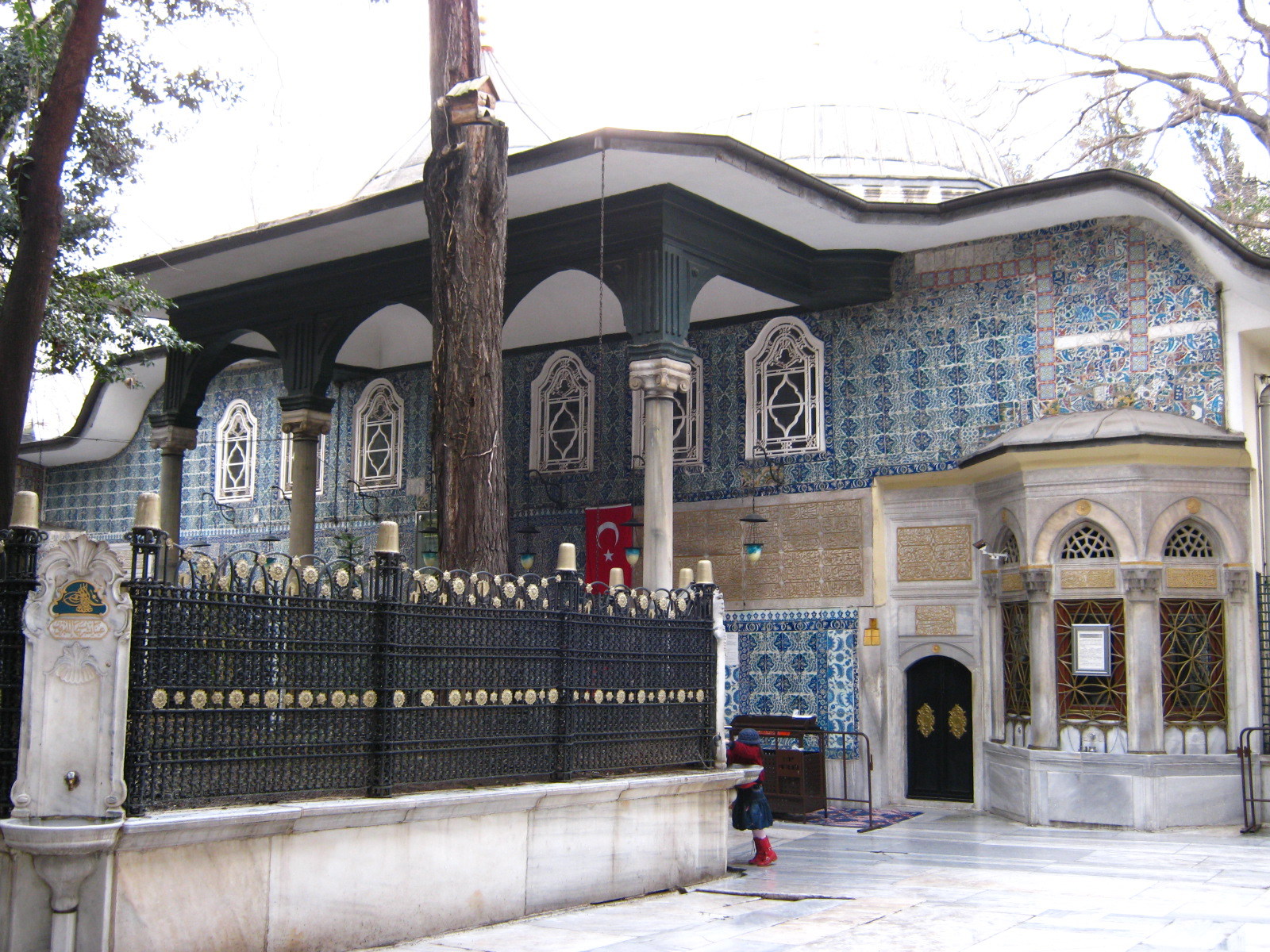
تُربة (ضريح) الصَّحابي أبو أيّوب الأنصاري كما تبدو اليوم. اكتشف السُلطان مُحمَّد والشيخ آق شمس الدين هذا القبر أثناء حصار القسطنطينيَّة.

في هذا اليوم حضر من المجر وفدٌ كبير يحملُ رسالةً إلى السُلطان مُحمَّد باسم العالم المسيحيّ، وهدَّد بأنَّ أُسطول البُندقيَّة (الذي كان سيِّد البحر المُتوسّط في ذلك الزمن) مُعززًا بأساطيل أوروپَّا المُختلفة، على وشك اجتياز مضيق چنق قلعة، وأنَّ جيشًا مسيحيًّا كبيرًا أكمل استعداداته الأخيرة لاجتياز الطونة (الدانوب) نحو الجنوب. وفي الوقت نفسه، كان أمير القرمان إبراهيم بك قد اتفق مع البنادقة على ضرب العُثمانيين ضربةً خلفيَّةً من الأناضول حالما يعترض الجيش المسيحيّ من الشمال. بناءً على هذه المُعطيات عقد السُلطان مُحمَّد مجلسه الحربي للمرَّة الأخيرة للاستماع لرأي القادة والوزراء والمُستشارين، فكرر الصدر الأعظم خليل جندرلي باشا نصيحته للسُلطان بأنَّهُ يرى فرض شروطه ورفع الحصار. عارض الشيخ آق شمسُ الدين ذلك بشدَّة مُعلنًا أنَّه رأى في منامه بشارة فتح القسطنطينيَّة على يد السُلطان، وتلا عليه حديث الرسول مُحمَّد الخاص بالفتح: «لتُفْتَحَنَّ الْقُسْطَنْطِينِيَّةُ فَلَنِعْمَ الْأَمِيرُ أَمِيرُهَا وَلَنِعْمَ الْجَيْشُ ذَلِكَ الْجَيْشُ». وزاد قائلًا: «يَجِبُ الاسْتِمْرَارِ فِي الحَرْبِ، وبِالغَايَةِ الصَّمَدَانِيَّةِ سيَكُونُ لنا النَّصرُ والظَّفرُ». كما قال أنَّه رأى الصَّحابي أبا أيّوب الأنصاري في منامه يُخبره عن موضع قبره، وسواء كانت هذه النُقطة الأخيرة صحيحة أم بالغ فيها المؤرخون العُثمانيّون، فإنَّ السُلطان والشيخ آق شمسُ الدين عثرا فعلًا على قبر الصحابي سالف الذِكر، وكانت معالمه قد طُمست وانهارت القبَّة التي بناها فوقه قيصر الروم طيباريوس(3)، فأمر السُلطان بتنظيم الحراسة على القبر بعد أن تذكّر حديث الرسول مُحمَّد لأبي أيّوب: «حَرَسَكَ اللهُ حَياًّ وَمَيِّتاً».

### 19 جمادى الأولى 857هـ \ 27 أيَّار (مايو) 1453م
أعلن السُلطان اقتراب موعد الهجوم العام على المدينة، وأطلق شعار: «إمَّا أن يسقط العُثمانيون أو تسقط القسطنطينيَّة»، وصام المُسلمون هذا اليوم، تطهيرًا وتزكيةً للنفوس، وتقرُّبًا إلى الله، وفي مساء ذلك اليوم أوقدت النيران والمشاعل والقناديل في المُعسكر العُثماني حتّى ظهر المُعسكرُ مُتوهجًا توهجًا شديدًا، وظلَّ الجُنود طوال الليل يُهللون ويُكبّرون، ويُنشدون الأناشيد الحماسيَّة، ويقرعون الطبول. وبلغ من شدَّة الوهج أن ظنَّ الروم بأنَّ حريقًا كبيرًا اندلع في مُعسكر العُثمانيين.

### 20 جمادى الأولى 857هـ \ 28 أيَّار (مايو) 1453م
قضى الجيش العُثماني هذا اليوم أيضًا صومًا لله، وعبادةً ودُعاءً، وكان الشُيوخ والعُلماء يطوفون بين صُفوف الجُنود، ويقرأون عليهم آيات الجهاد، ويحدثونهم عن ما أعدّه الله للشهداء من نعيم الجنَّة وحُسن الجزاء. وخطب فيهم السُلطان مُحمَّد فرفع معنوياتهم، وشجَّعهم على الجهاد والقتال. في نفس الوقت، كان الروم يُقيمون القداديس والابتهالات في كاتدرائيَّة آيا صوفيا، وأخد الكهنة يطوفون بالشوارع وأرتال المُؤمنين وراءهم يرفعون الصُلبان ويقرعون أجراس الكنائس. وفي ليلة هذا اليوم جمع الإمبراطور رعاياه في آيا صوفيا، وأجرى لهم مراسم دينيَّة وأخبرهم باقتراب وقت ظهور السيِّدة مريم العذراء لتدفع الغُزاة عن المدينة، ثُمَّ خطب فيهم وجنوده خطبته الأخيرة، وحثَّهم على الثبات والصُّمود في وجه هجوم الغد، وراح يُذكرهم بأنهم سلالة صناديد أثينا وأبطال روما. ولم ينم الشعب البيزنطي ليلة 28 - 29 أيَّار (مايو)، أمَّا الإمبراطور قسطنطين فاستراح بضعة ساعات في سراي تكفور، ثُمَّ ذهب إلى بوَّابة رومانوس حيثُ تفقَّد استعدادات جُنوده البسيطة وحاول تشجيعهم ورفع معنويَّاتهم، وجلس ينتظرُ الهجوم المحتوم.

### الثلاثاء 21 جمادى الأولى 857هـ \ 29 أيَّار (مايو) 1453م

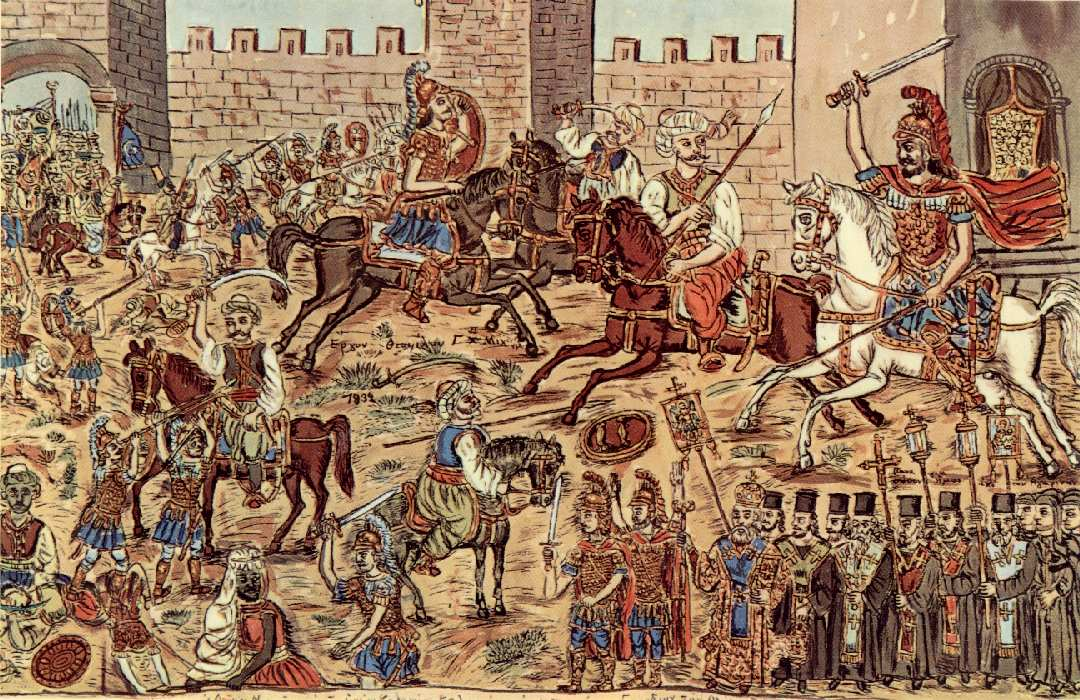
العُثمانيّون يقتحمون القسطنطينيَّة، ويبدو الإمبراطور قسطنطين على أقصى اليمين مُمتطيًا جواده الأبيض يُحاولُ صدَّهم.

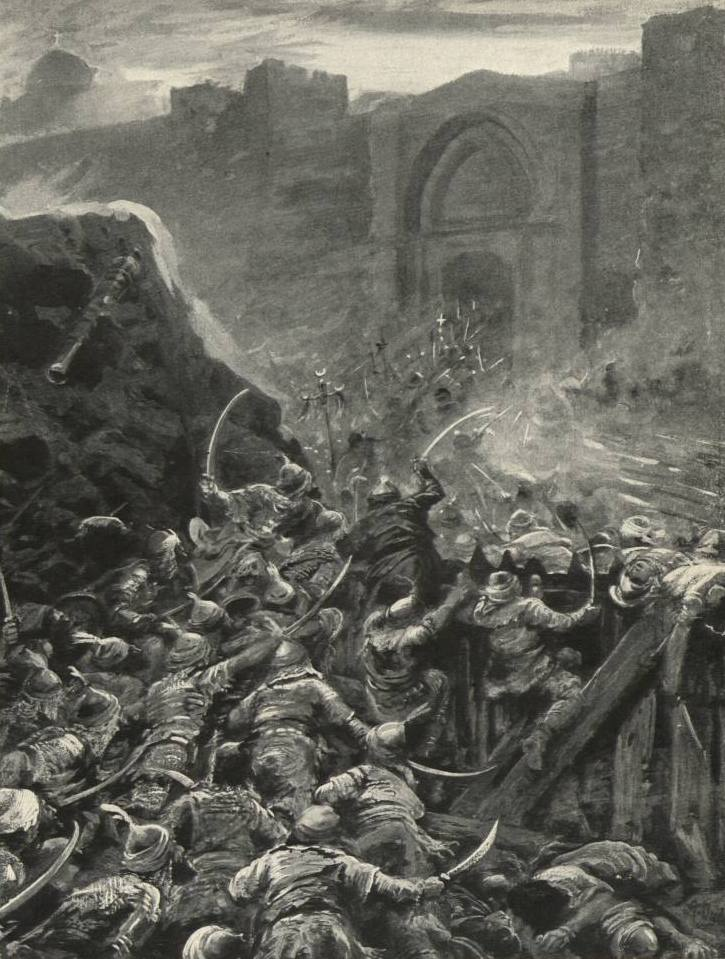
الهجوم العُثماني الأخير على القسطنطينيَّة.

في صبيحة هذا اليوم، وبعد صلاة الفجر، بدأ الهجوم الإسلامي العام على القسطنطينيَّة، فبدأت المدفعيَّة تُطلق نيرانها مع بزوغ أشعَّة الشمس الأولى، وبدأ الجُند تحت ستار هذه النيران بالضغط على الأسوار، ومُحاولة تسلُّقها من جميع الجهات (على أنَّ الهجوم تركَّز على بوَّابة رومانوس بشكلٍ أساسيّ)، وأخذت فرق «المهتر» الموسيقيَّة العسكريَّة تضرب طبولها وتدوي أبواقها لإثارة حمية الجنود، ورجال الدين ومشايخ الطُرق الصوفيَّة يتجوَّلون بين صفوف العُثمانيين يُشجعون المُقاتلين ويتلون الأدعية ويُنشدون الأشعار والمنظومات الدينيَّة، ويُرددون الآيات القُرآنيَّة والأحاديث النبويَّة التي تحثُّ على القتال والجهاد في سبيل الله. كانت الفرقة العسكريَّة الصربيَّة هي أوَّل من انقضّ على الأسوار، تلتها فرق مشاة «العزب» غير النظاميَّة، ثُمَّ الفرق العسكريَّة الأناضوليَّة، وتركَّز هجومها على ناحية بلاشرنيا شمال غرب المدينة حيثُ تخلخلت الأسوار وتضعضعت بشدَّة واكتست بالثغرات بفعل القصف المدفعيّ العنيف. وقد نجح الأناضوليّون بدخول المدينة عبر تلك الثغرات، لكنَّهم ما كادوا يفعلون ذلك حتّى ردَّهم المُدافعون على أعقابهم. وأخذ البيزنطيّون يُخلون بيوتهم والشوارع ويلتجئون إلى الكنائس بعد أن هالهم رؤية العُثمانيّون وقد تخطّوا الأسوار، وامتشق بعض المواطنين السلاح ودافعوا مع إخوانهم الجنود عن المدينة. استمرَّ الضغط العُثماني وتابع السُلطان يُعزِّزُ وحدات الجنود بصورةٍ مُستمرَّة، ولم تستطع أحجار المجانيق التي تُلقى عليهم أو قذائف المدافع أو النار الإغريقيَّة أن تُثني موجاتهم المُتتالية عن مُحاولات تسلّق الأسوار، وعندما ظهر للسُلطان أنَّ المعركة قد احتدمت دفع بخيرة الجُنود إلى القتال، وهم نُخبة الانكشارية، فانقضوا على الأسوار وألحقوا بالمُدافعين خسائر كبيرة، وأُصيب في هذا الهجوم القائد الجنوي يوحنَّا جوستنياني في ذارعه وفخذه، فانسحب ناجيًا بحياته، الأمر الذي سبب هلعًا كبيرًا في صفوف المُدافعين، ويُقال أنَّ الإمبراطور توسَّله ليبقى، لكنَّه أجاب: «سَأَسْلُكُ الطَّرِيقَ التي فَتَحَهَا اللهُ للتُرْكِ». حُمل جوستنياني إلى جزيرة خيوس مُقابل الأناضول حيثُ توفي بعد أيَّام مُتأثرًا بجراحه(4).

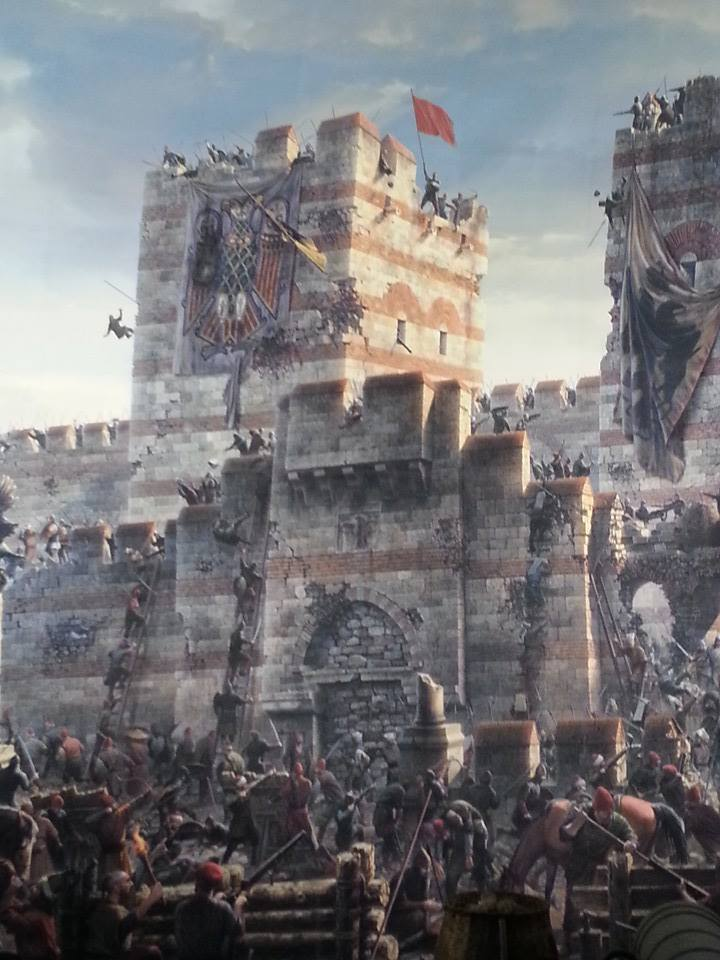
العُثمانيّون يقتحمون المدينة، ويبدو في الأعلى حسن الألوباطلي وهو يغرز الرَّاية العُثمانيَّة.

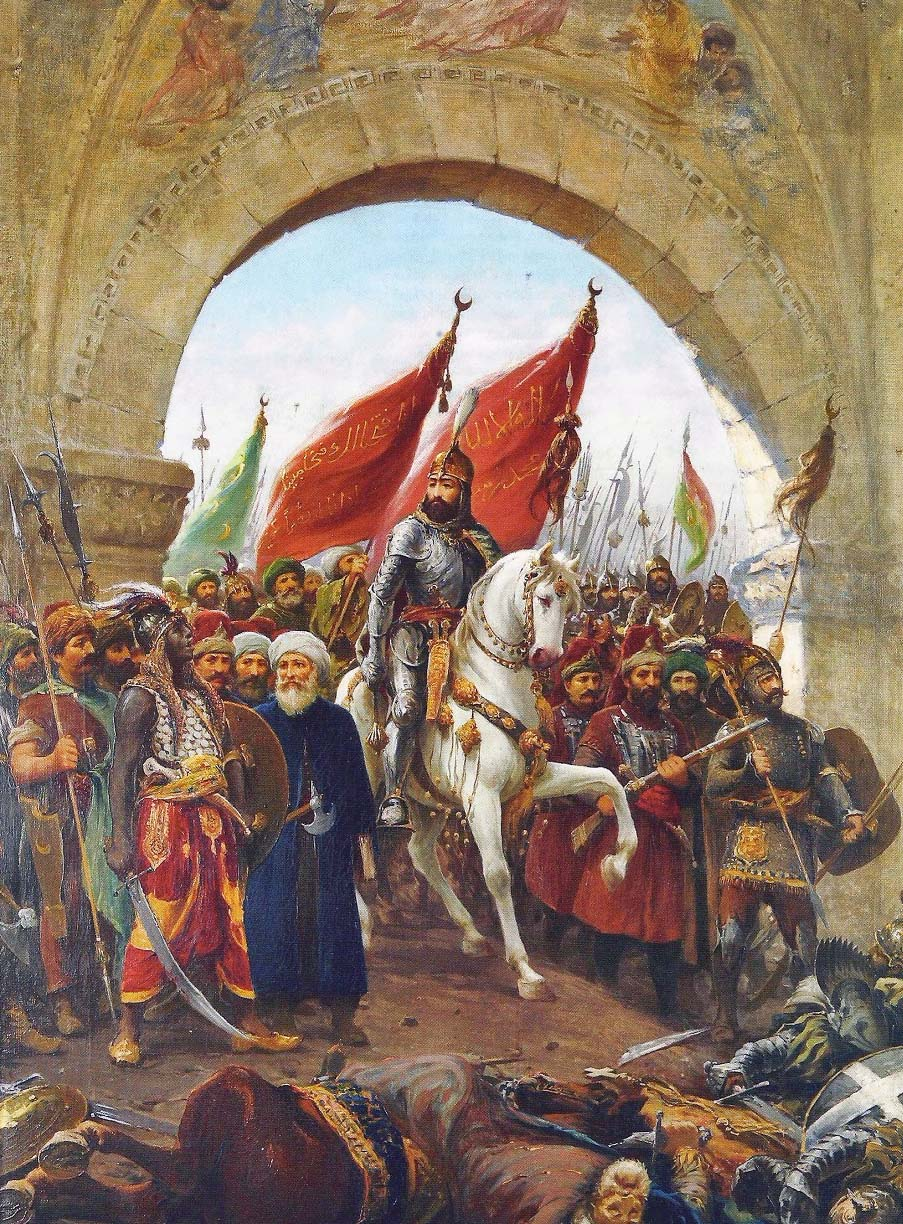
السُلطان مُحمَّد يدخل القسطنطينيَّة.

بقي الإمبراطور وحفنةً من جنوده المُخلصين يُقاتلون الانكشارية بعد انسحاب الجنويين ناحية المرفأ، فنجحوا في صدِّهم لفترةٍ قصيرة، لكنَّ فشلهم كان محتومًا، ففي تلك اللحظات تمكَّن ضابط عُثماني حديث السن يُدعى حسن الألوباطلي (ألوباطلي حسن) مع 30 جُنديًّا من رفاقه، تمكنوا من الوصول إلى أعلى نُقطة في السور الأوسط حيثُ ركَّزوا الرَّاية العُثمانيَّة، وفي تلك اللحظة انهالت عليهم السهام والنيران والرصاصات، فقُتل حسن الألوباطلي و18 جُنديًّا آخرًا، لكن الاثنا عشر البقيَّة حافظوا على الرَّاية فلم تسقط من أيديهم. ويُقال أنَّ الإمبراطور لمَّا شاهد الرَّاية السُلطانيَّة تخفق على الأسوار، أيقن أنَّ الأمر انتهى، فألقى برايته البنفسجيَّة أرضًا وانقض مع بقيَّة جنوده على العُثمانيين، فكانت تلك نهايته، حيثُ سقط قتيلًا مع جنوده دفاعًا عن وطنه. وأشار مؤرخون آخرون أنَّ الإمبراطور جُرح في الهجوم وسقط أرضًا حيثُ سُحق سحقًا تحت أقدام جنوده المُتدافعين، ثُمَّ رآه بحَّارٌ عُثماني فعالجه بضربة سيفٍ قطعت رأسه، بالمُقابل، قال نقولا باربادو الذي عاصر الحدث أنَّ قسطنطين شنق نفسه ما أن رأى العُثمانيّون قد اقتحموا بوَّابة رومانوس، لكنَّ ذلك يبقى أقل الآراء شيوعًا.
فتح الجيش العُثماني الذي دخل المدينة أبواب القلاع الواحدة تلو الأُخرى ويسَّر دخول الوحدات العسكريَّة الأُخرى كافَّة، ثُمَّ أخذ الجنود بالقضاء على أوكار المُقاومة الأخيرة، وساروا في تشكيلٍ نظاميّ نحو ميدان آيا صوفيا حيثُ تجمهر أهالي المدينة. وخصص السُلطان فرقًا عسكريَّة لحراسة بعض مواقع المدينة وأهمَّها الكنائس، مثل كنيسة الحواريين، كي لا يتعرَّض لها أحد الجنود بضرر. وفي عصر ذلك اليوم، دخل السُلطان المدينة على ظهر جواده الأبيض «جان بولاد» (أو جانبولاد = جانبولات = جُنبُلاط، أي ذي الروح الفولاذيَّة)، وقد بلغ من العُمر 22 ربيعًا، ونشر راية السّلام، وأُشير إلى أنَّهُ سجد على الأرض شاكرًا الله أنّ نبوءة الرسول مُحمَّد تحققت على يديه، ثُمَّ سار إلى كاتدرائيَّة آيا صوفيا حيثُ تجمَّع خلقٌ كثيرٌ من النَّاس فأمَّنهم على حياتهم ومُمتلكاتهم وحُرِّيتهم، وطلب منهم العودة إلى بيوتهم. بعد ذلك توجَّه إلى مذبح الكاتدرائيَّة وأمر برفع الآذان فيها، وأدّى صلاة العصر داخلها إيذانًا بجعلها مسجدًا جامعًا للمُسلمين، ثُمَّ أمر بالبحث عن جُثَّة الإمبراطور قسطنطين، فأُحضرت وسُلِّمت إلى الرُهبان ودُفنت بعد إقامة المراسم الروميَّة المُعتادة.

## بعد الفتح

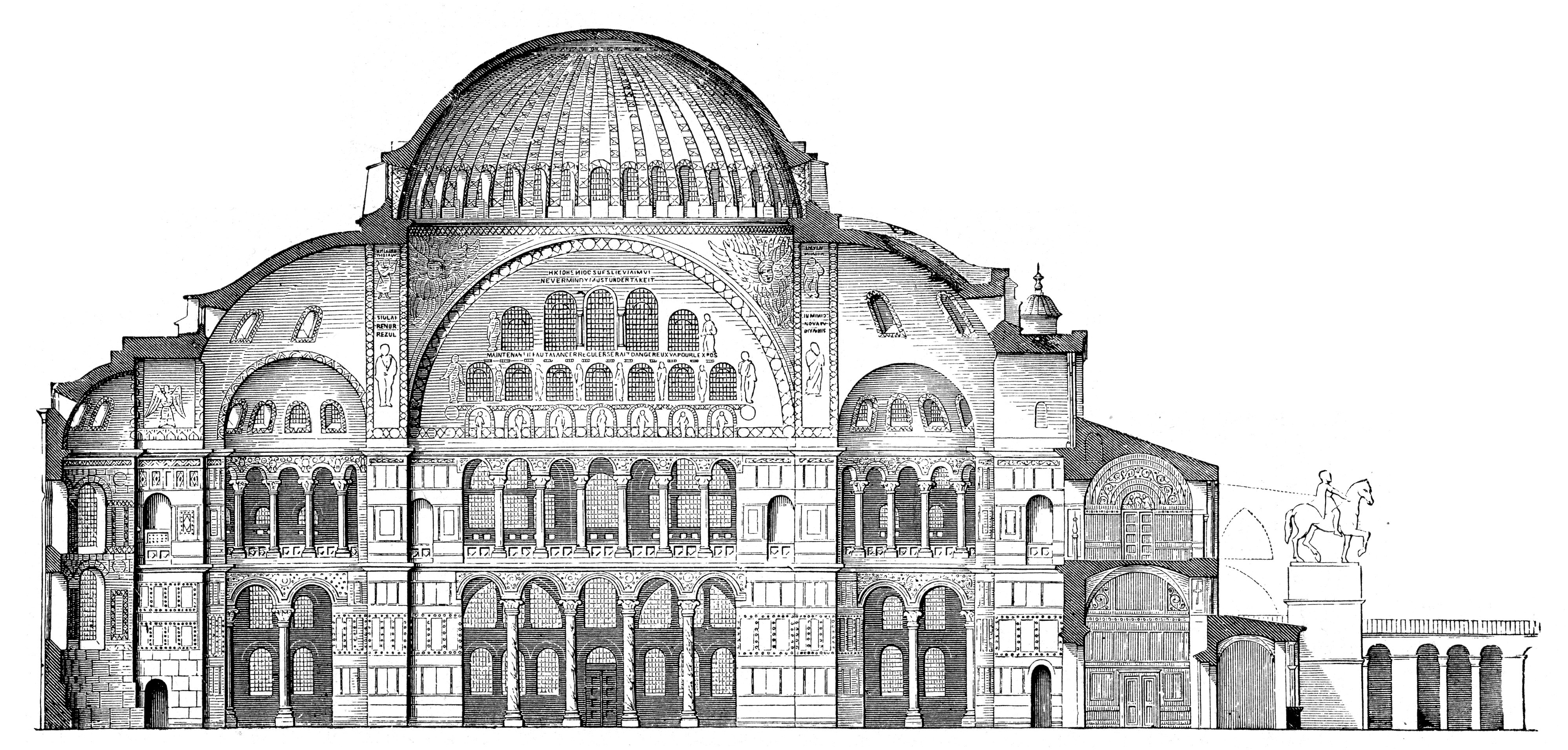
رسم لما كانت عليه كاتدرائيَّة آيا صوفيا قبل تحويلها إلى مسجد، وفي السنوات الأولى من العهد العُثماني بعد أن أصبحت مسجدًا وقبل إضافة المآذن.

مكث السُلطان في القسطنطينيَّة حوالي 23 يومًا بعد فتحها نظَّم فيها شؤونها ورتَّب أمورها، وكانت فاتحة قراراته أن اتخذها عاصمةً لدولته، بل العاصمة الإسلاميَّة الكُبرى، فاستبدل اسمها باسم «إسلامبول»، وهي كلمةٌ تُركيَّةٌ معناها «تخت الإسلام» أو «دار الإسلام». اتخذ السُلطان بعد تمام فتح المدينة لقب «الفاتح» أو «أبو الفتح»، فأصبح يُعرف في التاريخ باسم «مُحمَّد الفاتح»، ويُكتب بالتُركيَّة العُثمانيَّة: «فاتح سُلطان مُحمَّد خان ثانى» وبالتُركيَّة المُعاصرة: «Fâtih Sultan Mehmed Han II». بعد ذلك أُرسلت المراسيل إلى السلاطين والأُمراء المُسلمين لإعلامهم بفتح المدينة الحصينة، وفي مُقدِّمة هؤلاء الخليفة العبَّاسي المُقيم بالقاهرة، أبو البقاء حمزة بن المُتوكّل القائم بأمر الله، وسُلطان مصر والشَّام المملوكي، الملك الأشرف سيف الدين إينال العلائي، وجاء في تلك الرسالة:

مُتيمنًا بذكرهِ القديم ﴿قُلِ اللَّهُمَّ مَالِكَ الْمُلْكِ تُؤْتِي الْمُلْكَ مَن تَشَاء وَتَنزِعُ الْمُلْكَ مِمَّن تَشَاء وَتُعِزُّ مَن تَشَاء وَتُذِلُّ مَن تَشَاء بِيَدِكَ الْخَيْرُ إِنَّكَ عَلَىَ كُلِّ شَيْءٍ قَدِيرٌ﴾... إنَّ من أحسن سُنن أسلافنا  أنهم مُجاهدون في سبيل الله، ولا يخافون لومة لائم، ونحنُ على تلك السُنَّة قائمون، وعلى تلك الأُمنية دائمون، مُمتثلين بقوله تعالىٰ: ﴿قَاتِلُواْ الَّذِينَ لاَ يُؤْمِنُونَ بِاللَّهِ﴾ ومُستمسكين بقوله : «مَنْ اغْبَرَّتْ قَدَمَاهُ فِي سَبِيلِ اللَّهِ، حَرَّمَهُ اللَّهُ عَلَى النَّارِ». فهممنا هذا العام... مُعتصمين بحبل ذي الجلال والإكرام، ومُستمسكين بفضل الملك العلَّام، إلى أداء فرض العزاء في الإسلام، مؤتمرين بأمره تعالى: ﴿يَا أَيُّهَا الَّذِينَ آمَنُواْ قَاتِلُواْ الَّذِينَ يَلُونَكُم مِّنَ الْكُفَّارِ﴾، وجهَّزنا عساكر الغُزاة والمُجاهدين من البرِّ والبحر، لفتح مدينة مُلئت فُجورًا وكُفرًا. والتي بقيت وسط الممالك الإسلاميَّة تُباهي بكُفرها فخرًا...
كان سُرور العالم الإسلامي بالفتح كبيرًا، فأُنيرت القاهرة، عاصمة الخلافة الإسلاميَّة آنذاك، وزُيِّنت شوارعها أيَّامًا طويلة، وأُقيمت فيها احتفالاتٌ عظيمة، وكذلك حصل في دمشق وسائر الحواضر الإسلاميَّة الكُبرى، وأرسل السُلطان المملوكي سيف الدين إينال، والسُلطان البهمني(5) علاء الدين أحمد شاه، وحُكَّام مُسلمون عديدون سُفراء خاصّين لتهنئة السُلطان مُحمَّد الفاتح بهذا النصر. أما في المدينة فقد عمل الجنود العُثمانيّون على استباحتها طيلة ثلاثة أيَّام كما كانت العادة الرائجة في ذلك الزمان، أي يُسمح للجنود بالحصول على ما تيسّر من غنائم بوصفها غنائم حرب، فساد السلب والنهب في المدينة واعتصم بعض السكان بالكنائس فرارًا من بطش الجنود، ويروي المؤرخ البريطاني فيليپ مانسيل أنَّ العساكر العُثمانيَّة اقتحمت الكنائس وفرَّقت الناس بين قتيلٍ وأسيرٍ بيع في السوق كعبد، كما قدَّر عدد القتلى من المدنيين بالآلاف وعدد من تمَّ استعبادهم أو تهجيرهم بحوالي  30,000. كانت الخسائر البشرية كبيرة بحيث يصف نقولا باربادو الدماء في المدينة: «كمياه الأمطار في المزاريب بعد عاصفة مفاجئة» ويصف جثث العثمانيين والمسيحيين في البحر «كالبطيخ على طول القناة». ثُمَّ بعد مضيّ تلك الأيَّام الثلاثة أصدر السُلطان أمره بأن يتوقّف كُل شيء، فساد الأمان. بعد استقرار الوضع، حرص الفاتح على عودة الحياة بسُرعة إلى المدينة، وأقدم على خطواتٍ عدَّة ساهمت في سُرعة انتعاشها، منها:

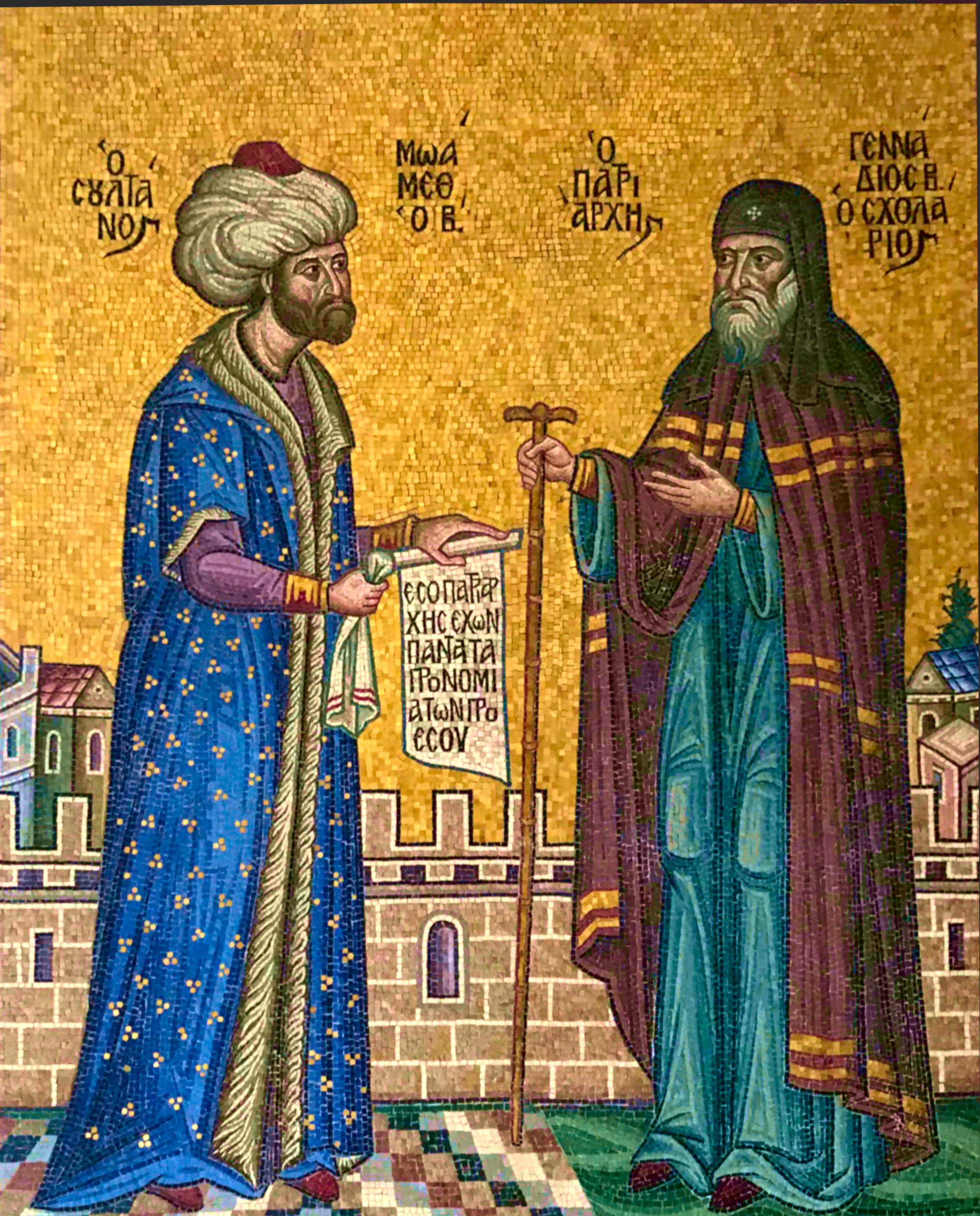
السُلطان مُحمَّد الفاتح والبطريرك المسكوني جرجس (جاورجيوس) سكولاريوس، أوَّل بطاركة الروم بُعيد فتح القسطنطينيَّة.

1. كانت مسؤوليَّات العاصمة كبيرة، ولا يُمكنُ أن يقوم بها شعبٌ قليل العدد بقي فيها بعد سُقوطها بأيدي المُسلمين، وكان كثيرٌ من الجماعات الإسلاميَّة تُدركُ قيمة موقعها التجاري للانتقال إليها والاستفادة من ذلك، بالإضافة إلى الفُرص العديدة التي تسنح من وجودها بالقرب من الحكومة المركزيَّة. لذلك استمرَّت الهجرات الإسلاميَّة إلى المدينة حتّى أضحت عاصمة إسلاميَّة تمامًا، وعلى الرُغم من ذلك لم يُهمل الفاتح أمر سُكَّانها الأصليين، فشجَّع من هاجر منهم على العودة والاستمرار في مُزاولة نشاطاتهم، وبذلك زوَّد دولته بقاعدة سياسيَّة وثقافيَّة قويَّة.
2. عمل السُلطان الفاتح على تشجيع بقاء الجالية الجنويَّة، التي كان لها دورٌ كبير في تنمية التجارة، فأبقى ما كان للجنويين من امتيازات وزاد عليها، فكانوا بذلك أداة لنموِّ ثروة المدينة من جهة، وواسطة الاتصال بالدُول الأوروپيَّة من جهةٍ أُخرى.
3. نهج السُلطان سياسة التسامح الديني(6) حتّى يتسنّى له الاستفادة من العناصر المسيحيَّة التي أضحت تُكّون رعيَّة السُلطان المسؤولة عن استثمار البلاد، ولهذا أبقى المسؤوليَّات الدينية للأرثوذكس في يد الكنيسة، وعلى رأسها بطريرك الروم. وكان السُلطان قد عزل البطريرك المسكوني،(7) وطلب من المجلس الروحاني أن يجتمع لانتخاب بطريرك جديد بدلًا من السَّابق نظرًا لتأييده البابا في الاتحاد الكنسيّ،[121] فانتخبوا جرجس (جاورجيوس) سكولاريوس، واعتمد السُلطان هذا الانتخاب واحتفل بتثبيت البطريرك الجديد بنفس الأُبَّهة والنظام الذي كان يُعمل للبطاركة في أيَّام القياصرة الروم، وأعطاهُ حرسًا من عساكر الانكشارية ومنحهُ حقّ الحُكم في القضايا المدنيَّة والجنائيَّة بكافَّة أنواعها المُختصَّة بالروم، وعيَّن معه في ذلك مجلسًا مُشكَّلًا من أكبر موظفي الكنيسة.[136] ولم يكتفِ السُلطان بالسماح لبطريركيَّة الروم بمُمارسة أنشطتها فحسب، بل سمح للطائفة اليهودية بامتلاك الكُنس(8)، وترك للأرمن حُريَّة اختيار بطريرك على رأس الطائفة الأرمينية،[137] وكان كِلا الأمرين محظورًا خلال العهد البيزنطي.

## نتائج الفتح
كان لسُقوطِ القسطنطينيَّة دويٌّ كبير، سواء في الشرق أو الغرب، كما يُعدُّ أحد أكبر وقائع التاريخ العالمي، وحدًّا فاصلًا بين العُصور الوسطى والعُصور الحديثة.
يقول جمال الدين الكيلاني: «يكاد يجمع المؤرخون أنه بفتح القسطنطينية، تنتهي العصور الوسطى الأوروبية، لتبدأ العصور الحديثة. حيث تنبهوا لأهمية تحول المدينة إلى الإسلام. حيث شكلت أكبر خطر على أوروبا طوال الفترة اللاحقة».

### على الشرق الإسلامي
عمَّ الفرح العالم الإسلامي، وابتهج المُسلمون ابتهاجًا عظيمًا لتحقق نبوءة الرسول مُحمَّد، واحتُفل بهذا النصر في الحواضر الكُبرى، وكان هذا، في حقيقة الأمر، توطئة للنفوس لتقبُّل الزَّعامة التُركيَّة العُثمانيَّة الإسلاميَّة الناشئة، فمُنذُ سنوات لم تُحرز أيَّة دولة إسلاميَّة انتصارًا مُدويًا كهذا. شكَّل فتحُ القسطنطينيَّة عامل دعم للمُمتلكات الجديدة في الدولة العُثمانيَّة، وفرض هيبتها على العالمين الإسلامي والمسيحي، إذ أنَّ العمل الاستراتيجي الذي أدَّاه كان بمثابة كسر حاجز تاريخي استعصى على المُسلمين كثيرًا من خلال حصاراتهم المُتعددة له مُنذُ العُهود الإسلاميَّة الأولى، وبذلك تحطَّم الجدار الأوروپيّ الأوَّل جُغرافيَّا أمام زحف المُسلمين باتجاه أوروپَّا.

### على الغرب المسيحي

لوحة رومانسيَّة تُظهر «الصليبي الأخير»، في إشارةٍ إلى انهيار الروح الصليبيَّة في الغرب نتيجة الانتصارات الإسلاميَّة المُتتالية، وآخرها سُقوط حُصن القسطنطينيَّة حامي أوروپَّا في يد المُسلمين.

كان لفتح القسطنطينيَّة تأثيرًا كبيرًا جدًّا على مُستقبل أوروپَّا، بحيثُ اهتزَّ كُلُّ عرشٍ في هذه القارَّة، وانتاب المُلوك والأمُراء شعورٌ بالهلع والألم والخزي بعد أن سقط الحصن الذي طالما حمى أوروپَّا من آسيا أكثر من ألف سنة، وتجسَّم لهم خطر المُسلمين وتهديدهم، وتوجَّسوا أن يكون انتصار السُلطان العُثماني بدايةً لتوغّل العُثمانيين في أوروپَّا، فراحوا يتتبعون خُطواته وحركاته بقلقٍ واهتمامٍ بالغين، ونهضوا يستفزّون بعضهم بعضًا عن طريق الشعر والأدب والمسرحيَّات وعقد الاجتماعات والمؤتمرات، وأدركوا أنَّ القوَّة والعقيدة الإسلاميتين اللتين أملوا في ردِّهما إلى داخل آسيا قد شقَّتا الآن طريقهما على جُثَّة بيزنطية، وعبرتا البلقان إلى أبواب المجر، وإذا ما خضعت هذه البلاد للمُسلمين فُتحت أمامهم طريق إيطاليا وألمانيا.
رأت البابويَّة، التي حلمت بإخضاع جميع النصارى الشرقيين لحُكم روما، بفزع، سُرعة تحوُّل الملايين من سُكَّان جنوبي شرقي أوروپَّا إلى الإسلام، وكتب البابا نقولا الخامس إلى جميع الحُكَّام الأوروپيين طالبًا منهم طرح الخلافات وتوحيد الجُهود ضدَّ العُثمانيين، والعمل على تشكيل حلفٍ صليبيِّ آخر، لكنَّهُ توفي قبل أن يُتمَّ هذه الخطَّة، فحاول خليفته البابا پيوس الثاني تجديد الهمم، لكنَّ النزاعات بين مُلوك أوروپَّا وأمرائها حالت دون تحقيق الهدف. واعتبر البعض أنَّ التقاعس الغربي عن نجدة بيزنطية وعن التوحد في وجه العُثمانيين يوضح أنَّ فكرة الحرب الصليبيَّة لم تعد مُجدية في نظر أوروپَّا. بالإضافة إلى ما سلف، انتشرت فكرة في الأوساط الشعبيَّة والكنسيَّة الأوروپيَّة مفادها أنَّ سقوط القسطنطينيَّة هو بمثابة عقاب أوقعه الله بالروم بسبب هرطقتهم وانفصالهم عن كنيسة روما.

### على الشرق المسيحي
تعددت تفسيرات الأرثوذكس الشرقيّون والمشرقيّون (وبالأخص الروم) لهذا الحدث، لكنَّهم اعتبروا عمومًا أنَّ الإمبراطوريَّات زائلة فيما أقرّوا أنهم لم يقوموا بواجبهم المسيحي، بل أخطأوا بحق الله. غير أنَّهم رأوا أنَّ مسؤوليَّة الهزيمة تقع في كُلِّ حال على قياداتهم السياسيَّة (والكنسيَّة بنسبةٍ أقل) مما لا يؤثر بشيء في صحَّة إيمانهم واستمرارهم في المُحافظة عليه. وسُرعان ما برزت في صفوف الأرثوذكس ثلاثة اتجاهات فكريَّة - سياسيَّة - دينيَّة: الاتجاه الأوَّل هو اتجاه «الوعي المسيحي» الذي اعتبر أنَّ الحفاظ على الهويَّة المسيحيَّة تحت الحُكم الإسلامي لم يكن مُمكنًا من غير التأكيد على العلاقات التي تشدّ النصارى من الشرق والغرب إلى بعضهم، لذلك سلك دُعاته طريقًا وحدويًّا على الصعيدين الفكري والكنسي، والاتجاه الثاني كان «الاتجاه المُحافظ» الذي شدَّد على أرثوذكسيَّة أمينة على التُراث ومُتميَّزة بوضوح عن الكاثوليكيَّة وبالوقت نفسه مُبرزة للخصوصيَّة المسيحيَّة إزاء الإسلام، أمَّا الاتجاه الثالث فهو «اتجاه الوعي الشرقي» حسب تعبير بعض المؤرخين، وهو يتَّسم بالعداء للغرب المسيحي وبالبحث على سُبل التوفيق بين المسيحيَّة الأرثوذكسيَّة والإسلام أو يسعى لنوعٍ من التكييف المُتبادل الذي يسمح بالتعاون بينهما ضد الخصم المُشترك.
ففي السنة التي سقطت فيها القسطنطينيَّة، كتب جرجس ديتريبيزوندي(9) إلى السُلطان مُحمَّد الفاتح يقترح عليه أن يدعو إلى مجمع إسلامي - مسيحي يشترك فيه أهل الشرق كُلِّه، ويهدف بالنهاية إلى وحدة البشر تحت راية إيمان واحدة. وتتأسس هذه الدعوة على أنَّ الله أعطى القسطنطينيَّة للسُلطان الشاب لكي يُحقق هذه الرسالة النبيلة. أمَّا السبيل إليها فهو إنشاء إمبراطوريَّة شرقيَّة عُظمى حيثُ «القُوَّة الفتيَّة للشعب العُثماني» تُطعّم «الشجرة ذات الجذور العميقة» أي الحضارة البيزنطيَّة المسيحيَّة. على غرار ديتريبيزوندي، يتحدّث فيلسوف يوناني يُدعى جرجس أميروتزاس عن إمكانيَّة قيام إمبراطوريَّة شرقيَّة جديدة تستمد عظمتها وسُلطانها من قوَّة العُثمانيين العسكريَّة والسياسيَّة ومن زخم الفكر البيزنطي وغناه.

### روما الثالثة

شعار القيصريَّة الروسيَّة: عُقابٌ برأسين، وهو شبيهٌ بشعار الأباطرة الروم.

خلال بضعة عقودٍ من فتح القسطنطينيَّة، أخذ بعضُ الأعلام الأرثوذكس الشرقيّون يُرشحون مدينة موسكو لتكون «روما الثالثة» أو «روما الجديدة». بدأ هذا الادعاء يُثار خلال عهد أمير الموسقوڤ إيڤان الثالث الكبير، الذي تزوَّج صوفيا پاليولوگ ابنة أخ الإمبراطور قسطنطين الحادي عشر. وبحسب قوانين وأعراف أغلب الملكيَّات الأوروپيَّة حينها، كان باستطاعة إيڤان أن يدّعي أنَّهُ وذُريَّته ورثة العرش البيزنطي، غير أنَّ التقاليد الرومانيَّة القديمة التي كانت تسيرُ عليها الإمبراطوريَّة لم تعترف يومًا بالوراثة التلقائيَّة للتاج، لذا لم يؤخذ ذلك سببًا. أقوى المزاعم والدوافع لوراثة موسكو للقسطنطينيَّة كانت دينيَّةً محض، فالمذهب الأرثوذكسي الشرقي كان محوريًّا عند الروم ويدخل ضمن تعريفهم الشخصي لأنفسهم، واعتبروه الفيصل الذي يُميِّزهم عن «البرابرة»، ولمَّا كان الأمير ڤلاديمير الأوَّل قد حوَّل ديانة الروس الكييڤيّين إلى المسيحيَّة الأرثوذكسيَّة سنة 989م، فإنَّه كان أوَّل بربري يتزوَّجُ بأميرةٍ بيزنطيَّة، وبالتالي كانت كُل ذُريَّته من بعده ذُريَّة ملوكٍ من نسلٍ روسيِّ وبيزنطيٍّ. وشارك الروس الكاثوليك الغربيين في فكرة العقاب الإلهي، غير أنَّهم نسبوها إلى أسبابٍ مُعاكسة، فالروم حسب أبناء مذهبهم الروس، خضعوا لضغوط روما ووافقوا على وحدة الكنيسة في مجمع فلورنسا الذي بدأ في فيراري سنة 1432م وانتهى سنة 1438م، فانتزع الله منهم الرئاسة على مجموع الأرثوذكس، وباتت موسكو روما الثالثة.

### على التاريخ العالمي
هجر الفن البيزنطي موطنه، وأخذت هجرة العُلماء الروم إلى إيطاليا وفرنسا، التي كانت قد بدأت سنة 799هـ المُوافقة لسنة 1397م، تزداد وتُثمر في إيطاليا، ونتج عنها الدعوة إلى إنقاذ اليونان القديمة، وكان ذلك من بواعث النهضة الحديثة في أوروپَّا. وكان المهاجرون البيزنطيين من النحاة والإنسانيين والشعراء والكتّاب والمهندسين المعماريين والأكاديميين والفنانين والفلاسفة والعلماء وعلماء الدين؛ قد جلبوا إلى أوروپَّا الآداب والمعارف والدراسات النحويَّة والعلميَّة اليونانية القديمة. ونتيجةً لما سببتهُ هذه الهجرة من تقدّمٍ ملحوظ في الغرب وتحوّلاتٍ في أنماط الحياة لاحقًا، إضافةً إلى هول الحدث نفسه، اعتبره المؤرخون خاتمة القرون الوسطى وفاتحة القرون الحديثة.

## الأساطير

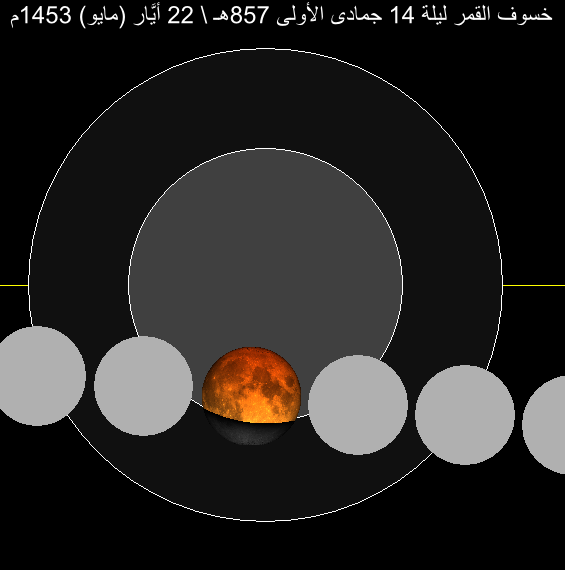
رسم بياني لمراحل الخسوف القمري لليلة 22 أيَّار (مايو) 1453م.

أدّى سقوطُ القسطنطينيَّة في يد المُسلمين إلى ولادة عددٍ من الأساطير، في اليونان خصوصًا، ترتبطُ بهذا الموضوع. ففي ليلة 14 جمادى الأولى سنة 857هـ المُوافقة ليوم 22 أيَّار (مايو) 1453م، حصل خسوفٌ كاملٌ للقمر اعتُبر نذير شؤم وإشارة إلى أنَّ نهاية المدينة قد حلَّت. وبعد أربعة أيَّام تغطَّت المدينة بضبابٍ كثيف، وهذه ظاهرة مُناخيَّة غير مألوفة في هذه الناحية من العالم، وبعد أن انقشع الضباب ذلك المساء، لاحظ عددٌ من الناس ضوءًا غريبًا يتلألأ على قبَّة آيا صوفيا، وفسَّرهُ البعض على أنَّ الروح القدس تُغادرُ المدينة، بينما فسَّره آخرون تفسيرًا أكثر تفاؤلًا، فقالوا أنَّ هذه ما هي إلَّا انعكاسٌ لنيران مُعسكر حاكم المجر يوحنا هونياد الذي أتى لإنقاذ المدينة التعيسة. يقترحُ بعض الباحثون تفسيرًا علميًّا مُعاصرًا لهذه الظاهرة، فقالوا أنَّ تلك الأضواء ليست إلَّا شرر القديس إلمو، وهي ظاهرة مُناخيَّة طبيعيَّة يتسبب بها التيَّار الكهربائي المُختزن بالضباب.
اعتقد عددٌ من الروم بأنَّ كاهنين كانا يتلوان القدَّاس الإلهي بحضور بعض أبناء المدينة في آيا صوفيا عندما دخل العُثمانيّون المدينة، فانشق حائط الكاتدرائيَّة ودخلا فيه مع الأيقونات المُقدَّسة، وفي اعتقادهم أنَّ الحائط ينشق ثانيةً يوم يخرج المُسلمون من القسطنطينيَّة وترجع إلى كنف العالم المسيحي. من الأساطير الأُخرى أُسطورةٌ تُشيرُ إلى «الملك الرُخامي» وهو قسطنطين الحادي عشر، وفي هذه الأُسطورة أنَّ ملاكًا ظهر ما أن دخل العُثمانيّون المدينة وأنقذ الإمبراطور بأن حوَّله إلى تمثالٍ رُخاميّ ووضعهُ في كهفٍ تحت الأرض على مقرُبة من البوَّابة الذهبيَّة حيثُ ينتظرُ أن يوقظه أحد.

## اقرأ أيضًا
- الحملة الصليبيَّة الرابعة: الحملة العسكريَّة التي سقطت فيها المدينة في أيدي الصليبيين.
- فتح 1453: أحد أضخم الإنتاجات السينمائيَّة التُركيَّة، أُنتج سنة 2012م، ويتحدَّث عن فتح القسطنطينيَّة.

### حواشٍ
- 1: إنَّ القول بزنة القذائف الحجريَّة البالغة اثنا عشر قنطارًا هو قولٌ مُبالغٌ فيه بشكلٍ كبيرٍ جدًا، فلو وُجدت آلة في ذلك الزمن تستطيع أن تقذف هذا الوزن الكبير فإنَّهُ لا يوجد أُناسٌ يستطيعون أن يرفعوا حجرًا هذا وزنه ليضعوه في المدفع، ولعلَّ المقصود أنَّ وزن القذيفة بلغ 12 رطلًا لا قنطارًا، لأنَّ القنطار يُساوي 250 كيلوگرامًا، فوزن القذيفة على هذا الاعتبار يكون 3000 كيلوگرامًا، ولكن المُبالغة بالأعداد والأرقام شيءٌ معروف ومألوف في التواريخ العسكريَّة القديمة، وهو جُزءٌ من مُفاخرة الدول بتاريخها وإنجازاتها أمام باقي الدُول وبالأخص خصومها ومُنافسيها.
- 2: كانت كلمة «تُرك» و«تُركيّ» يُقصد بها «مُسلمون» و«مُسلم»، وبالأخص عند الأوروپيّين الشرقيّين في تلك الفترة، الذين لم يعرفوا من المُسلمين سوى التُرك، وفي هذا شبه باسم «الموور» أو «المغاربة» الذي كان يُطلقه اللاتين على مُسلمي الأندلس كون الأخير فُتح من قِبل المُسلمين المغاربة الذين أصبح قسمٌ عظيمُ منهم سلفًا لعدد من الأندلسيين المُسلمين. كان التوحُّد التُركيّ مع الإسلام قويًا جدًا إلى درجة أنَّ الأوروپيّ كان يقول عن الأوروپيّ الذي يدخل الإسلام أنَّهُ «تترَّك» بمعنى أسلم، حتَّى أنَّهُ إذا كان مُمكنًا القول، في أوروپَّا في ذلك الزمان، بوُجود عربيٌّ مسيحيٌّ، فإنَّهُ غير ذي معنى القول بوجود تُركيّ مسيحيّ، فالتُركي والمسيحيَّة لا يجتمعان.[154]
- 3: عندما مات أبو أيّوب الأنصاري، كفَّنه المُسلمون وحملوه على سريره واقتربوا من أسوار القسطنطينيَّة ليدفنوه بناءً على وصيَّته، فرآه قيصر الروم طيباريوس، فأرسل إلى يزيد بن مُعاوية قائد الحملة يستفسر، فأجابه يزيد أنَّ هذا جُثمان صاحبُ النبيّ وأنَّه سألهم أن يُقدّموه في بلاد الروم علَّه يكون المقصود بالحديث النبويّ: «يُدفَنُ عند سُور القسطنطينية رجلٌ صالح». فأجابه القيصر: «العجب كُلَّ العجب! كيف يُدَهِّى الناسُ أباك وهو يُرسلك فتعمد إلى صاحب نبيِّك فتدفنه في بلادنا، فإذا ولَّيت أخرجناه إلى الكلاب؟» فقال يزيد: «إني والله ما أردت أن أودعه بلادكم حتى أودع كلامي آذانكم، فإنك كافرٌ بالذي أكرمتُ هذا له، ولئن بلغني أنه نُبش من قبره أو مُثِّل به لا تركتُ بأرض العرب نصرانيًّا إلا قتلتُه، ولا كنيسةً إلا هدمتها!» فردَّ عليه القيصر: «أبوك كان أعلمَ بك، فوحقِّ المسيح لأحفظنَّهُ بيدي سنةً». وتؤكِّدُ كتب التراث أن القيصر نفذ وعده، وحفظ قبر أبي أيّوب، وهذا الاهتمام من قبل القيصر بهذا القبر، كان مُسوغًا لأن يتبرك به الناس، ويُقال أنَّ الروم في أيام القحط كانوا يزورون القبر ويدعون لصحابه، حتّى تهطل الأمطار. وذكَر ابن عبد ربّه في مؤلَّفه حامل عنوان العقد الفريد: «بلغني أنه بَنَي على قبره قُبَّةً يُسرَجُ فيها إلى اليوم». وكرر هذه القصَّة الدكتور مُحمَّد علي الصَّلابي في كتابيه: الدولة الأمويَّة وعوامل الازدهار، وعُمر بن عبد العزيز معالم التجديد... ولم يتعرَّض أحد لتصحيح هذه الرواية أو تضعيفها.[155]
- 4: بعض المصادر المكتوبة بيد أشخاص مُعادين للجنويين (مثل الجرَّاح البُندقي نقولا باربادو) تنص على أنَّ جوستنياني أُصيب إصابةً طفيفة، أو لم يُصب على الإطلاق، لكنَّهُ أُصيب بالهلع بعد أن رأى موجات العُثمانيين المُتتالية تدخل المدينة، فتظاهر بأنَّهُ أُصيب حتّى ينسحب من ميدان المعركة، فكان لتصرُّفه هذا أثرٌ مُدوٍّ في نتيجتها. كانت اتهمات الجُبن والخيانة المُوجهة إلى جوستنياني مألوفةً وعلى لسانِ أهل كُلِّ بلاطٍ في أوروپَّا، لدرجةٍ دفعت جمهوريَّة جنوة أن تنفيها نفيًا قاطعًا عبر توجيهها رسائل دبلوماسيَّة إلى سُفراء إنگلترا وفرنسا ودوقيَّة بورغندي وغيرها.[156]
- 5: السَّلطنة البهمنيَّة (بالفارسيَّة: سلطنت بهمنی؛ وبالديوناگريَّة: बहमनी सल्तनत) هي دولة إسلاميَّة قامت في الدكن بالهند الجنوبيَّة، وهي أوَّلُ دولةٍ إسلاميَّة تستقلُّ بالحُكم في تلك الناحية من العالم. اتخذت من المذهب الشيعي الجعفري مذهبًا رسميًّا، ودامت من سنة 1347م إلى سنة 1527م. سُمِّيت بهذا الاسم لأنَّ سلاطينها قالوا بتحدُّرهم من بهمن بن إسفنديار، وهو أحد الشخصيَّات الفارسيَّة الأسطوريَّة.
- 6: يقول المؤرِّخ الرومي جرجس سفرانتزس الذي كان شاهدًا على الفتح الإسلامي للمدينة: «في اليومِ الثالثِ لسقوط مدينتنا، احتفل السُلطان بنصره احتفالًا عظيمًا، ثُمَّ أصدر فرمانًا ينصُّ فيه على خروج جميع الأهالي الذين نجحوا في التواري عن الأنظار إلى العلن، وأن يعودوا إلى بيوتهم وتُصان حُريَّتهم ولا يُكرهون على شيء. كما أمر بإعادة جميع البيوت والمُمتلكات إلى أصحابها الذين هجروها بهجرهم المدينة قُبيل ضرب الحصار عليها، إن عادوا إلى القُسطنطينيَّة، وإنَّهم بحال عادوا فسوف يُعاملون وفق مرتبتهم التشريفيَّة والدينيَّة كما جرت عليه الأعراف الروميَّة السابقة، وكأنَّ شيئًا لم يتغَّر».[157][158] بالمُقابل، قال الجرَّاح البُندقي نقولا باربادو أنَّ العُثمانيّون ارتكبوا مذبحةً عظيمة بالمسيحيين من أهل المدينة، وأشار آخرون أنَّ الآلاف منهم قُتلوا، وسُبي أو نُفي حوالي 30,000 آخرون.[159]
- 7: هناك خلاف حول مسألة البطريرك المسكوني السابق لجورجيوس سكولاريوس، وهو أثناسيوس الثاني بحسب التقليد الكنسي، ففي حيث يذهب يلماز في موسوعته إلا أن السلطان الجديد قد عزل البطريرك السابق بسبب مسألة الوحدة مع الكنيسة الكاثوليكية،[121] فإن أسد رستم يخالفه في ذلك ويشير إلى أن البطريرك لم يكن أثناسيوس الثاني بل جورجيوس الثالث مماس ويشير إلى أنه قد مات ميتة طبيعة في العام 1453، ولكنّه يتفق مع يلماز على أن السلطان العثماني رأى في وجود بطريرك معارض للوحدة الكنيسة أمراً جوهريّاً.[160] وهناك أيضاً رواية ثالثة، تقول أن أثناسيوس الثاني لم يكن بطريركاً بالأساس بين عامي 1450 و1453م، وبأن جورجيوس الثالث ظل بطريركاً على القسطنطينية من منفاه في روما، حتى وفاته في العام 1459م، وبأن سكولاريوس كان بطريركاً في القسطنطينية بحكم الأمر الواقع.[161]
- 8 جاء في فرمان السُلطان مُحمَّد الفاتح المُوجَّه إلى اليهود والنصارى من أبناء المدينة: «لِيَعش اليهودُ فيها وليأكلوا من أرضها، ويستوطنوا أفضل أماكنها، وينعموا بثروة البلاد من أنعام وفضَّة وذهب، وليرتقوا منزلة العرش العالي». رحَّب السُلطان مُحمَّد باليهود في القُسطنطينيَّة، وسمح لهم بالهجرة من مناطق أُخرى غيرها إليها، فجاء اليهود من اسكوب، وسالونيك، وبروسة، وخاص كوي - وكُلَّها مُدن وبلدات عُثمانيَّة - وتأججت المدينة بعدد كبير من اليهود. كانت قوانين الدولة العُثمانيَّة - بصفتها إسلاميَّة - تُحرِّم وضع صور على جُدران دور العبادة، ولكن الفاتح لم يجد حرجًا من ذلك ولا مُعارضة مع نصوص الشريعة الإسلاميَّة، فأباح لليهود وضع الصور في الكُنس وعلى جُدرانها وفي بيوتهم. وأن يقرؤوا توراتهم في الطُرقات بشكلٍ علنيّ كما يفعل المُسلمون في مساجدهم وطُرقاتهم.[162]
- 9 جرجس ديتريبيزوندي هو مُفكّر وفيلسوف يوناني من مواليد جزيرة كريت. سافر إلى إيطاليا وتعلَّم هُناك واعتنق المذهب الكاثوليكي، لكنَّه اختلف مع المسؤولين في الدوائر البابويَّة وزُجَّ به في السجن، ثُمَّ فرَّ إلى ناپولي حيثُ حظي بحماية أميرها. وبعد قلقٍ وحيرة واضحين عقب سُقوط القسطنطينيَّة اختمرت في رأسه فكرة دعوة السُلطان العُثماني إلى تحقيق الوحدة الإسلاميَّة - المسيحيَّة، فأرسل إليه كتابًا عنوانه «في حقيقة إيمان المسيحيين».

## قراءة إضافيَّة

### باللُغة العربيَّة
- باربارو، نيقولو (2002). الفتح الإسلامي للقسطنطينيَّة - يوميَّات الحصار العُثماني 1453م. ترجمة وتحقيق حاتم عبد الرحمٰن الطحَّاوي. القاهرة - مصر: دار عين للدراسات والبحوث الإنسانيَّة والاجتماعيَّة.
- ترياقاي أوغلي، أوقاي (2013). السُلطان الفاتح - فتح القسطنطينيَّة 1453. ترجمة وتحقيق عبدُ القادر عبد اللي. بيروت - لبنان: الدار العربيَّة للعلوم ناشرون. ISBN:978-6-1401-0832-5.
- رافع، ساهر (2013). محمد الفاتح: فاتح القسطنطينيَّة. الدار العالمية للتوزيع والنشر. ISBN:978-9-7751-7863-3.
- الصَّلابي، علي مُحمَّد (2010). السُلطان مُحمَّد الفاتح فاتح القسطنطينيَّة. بيروت - لبنان: المكتبة العصرية للطباعة والنشر. ISBN:978-6-1441-4032-1.
- فهمي، عبدُ السَّلام عبدُ العزيز (1395هـ - 1975م). السُلطان مُحمَّد الفاتح فاتح القسطنطينية وقاهر الروم. بيروت - لبنان: دار القلم للطباعة والنشر والتوزيع. {{استشهاد بكتاب}}: تحقق من التاريخ في: |سنة= (مساعدة)
- الكندري، فيصل (2005). فتح القسطنطينيَّة (857هـ - 1453م). الكويت العاصمة - الكويت: مكتبة الفلاح للنشر والتوزيع.

### بلُغاتٍ أجنبيَّة
- Murr Nehme، Lina (2003). 1453: The Conquest of Constantinople. Aleph Et Taw. ISBN:2-86839-816-2.
- Harris, Jonathan, The End of Byzantium (2010) Yale University Press. ISBN 978-0-300-11786-8
- Nicolle، David (2000). Constantinople 1453: The end of Byzantium. Osprey Publishing. ISBN:1-84176-091-9.
- Norwich، John Julius (1995). Byzantium: The Decline and Fall. New York: Alfred A. Knopf. ISBN:0-679-41650-1.
- Runciman، Steven (1965). The Conquest of Constantinople: 1453. Cambridge: Cambridge University Press. ISBN:0-521-39832-0.

## وصلات خارجية
- معلومات ودليل: متحف پانوراما فتح القسطنطينيَّة. متحف يتحدّث عن فتح المدينة عبر الصور.
- مقالة: دروس «فتح القسطنطينية» بمعايير 2012. جريدة الشرق الأوسط، العدد 12139. تاريخ: 30 ربيـع الأوَّل 1433 هـ \ 22 فبراير 2012م.
- مقالة: فتح القسطنطينيَّة وزوال الإمبراطوريَّة البيزنطيَّة. بقلم الدكتور مُحمَّد عبد الحميد الرفاعي.
- مقالة: موقع التاريخ: أثر فتح القسطنطينيَّة على العالم الأوروپيّ والإسلاميّ. تاريخ النشر: 3 أكتوبر 2012م
- وثائقي: سقوط القسطنطينية، وثائقي يبين الخلفية التاريخية للأحداث ومراحل الحصار وصولاً لسقوط المدينة.